# 中国共产党第八届中央委员会委员列表

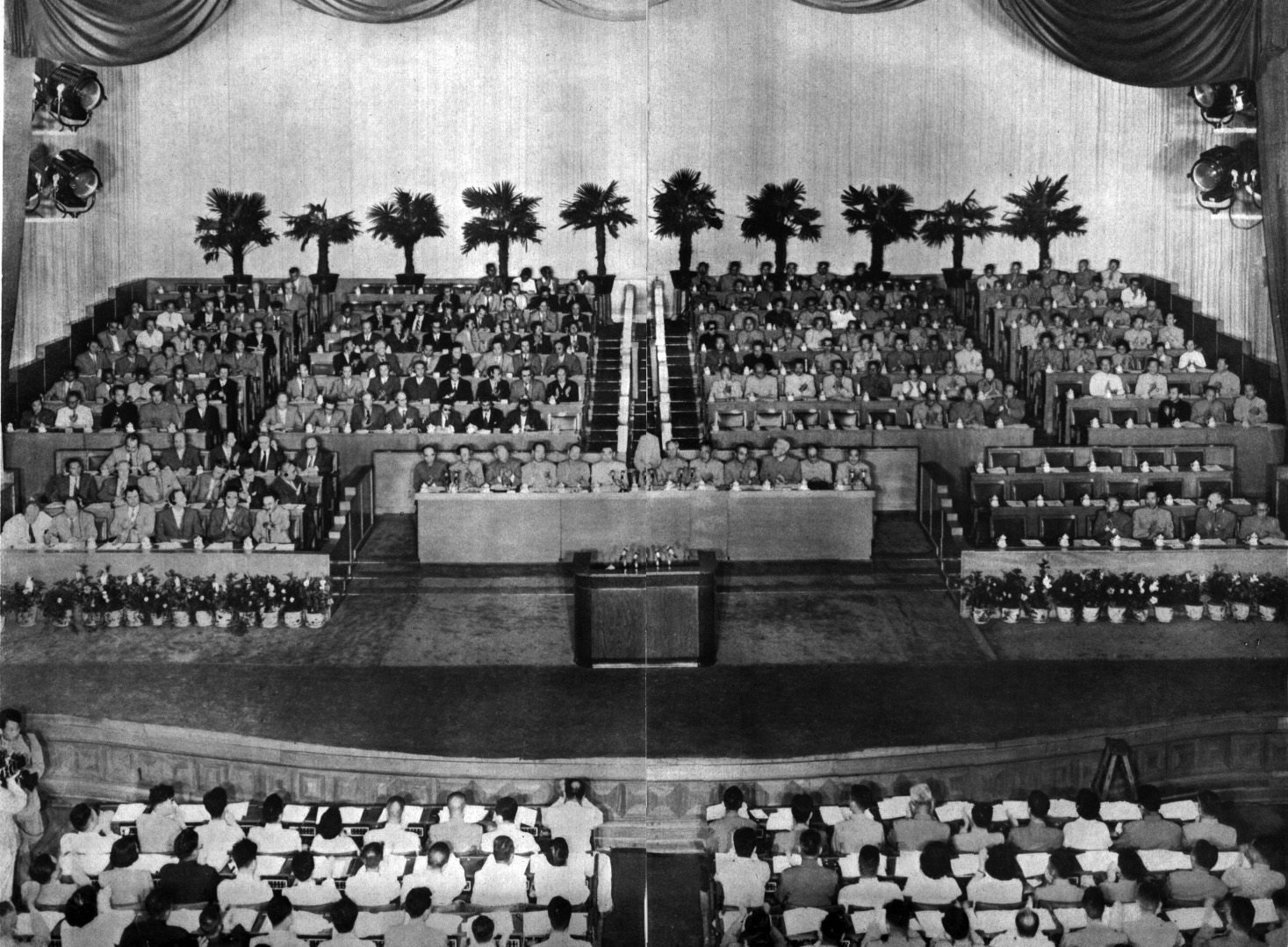
中共八大会场。

中国共产党第八次全国代表大会于1956年9月15日至27日在北京召开。出席大会的正式代表1026人，候补代表86人，代表当时全国1073万名党员。在代表大会预备会议期间，由八大各代表团自由提出中央委员、中央候补委员候选人；随后根据第七届中央委员会的决定，由第七届中央政治局和各代表团团长、副团长对于各代表团提出的名单作了研究和讨论，提出了第一次预选的候选名单，交给各代表团进行了无记名投票的预选。在代表大会开会之后，大会主席团和各代表团团长、副团长，根据第一次预选的结果，确定了中央委员会正式委员和候补委员的名额为170人，正式中央委员候选人97人。9月26日下午，出席大会的代表以无记名投票方式选举产生了97名中国共产党第八届中央委员会委员。9月28日晚，八届一中全会选举产生了第八届中央领导机构。第八届中央委员会的任期是1956年9月至1969年4月。第八届中央委员会任内，有18位中央委员辞世，18名中央候补委员被递补、增补为中央委员。另外，在文化大革命期间，八届中央委员、候补中央委员中被定为“叛徒”、“特务”、“里通外国”、“反党分子”而无法履职的，达到总数的70%。本表列出中国共产党第八届中央委员会97名委员的任职情况及届中变动，并简要介绍中央委员的生平。

## 委员列表
按得票多少排列；得票相同的按姓氏筆劃排列（字体为灰体意为任内出缺，斜体意为因文革爆发无法正常履职）：
| 姓名   | 肖像 | 生卒时间   | 生平 |
| ------ | ---- | ---------- | --- |
| 毛泽东 |      | 1893－1976 | 湖南湘潭人。曾参加辛亥革命的新军，1918年毕业于湖南第一师范学校。1920年在湖南创建早期共产主义组织。1921年出席中共一大，之后领导长沙、安源等地工人运动。国共合作期间从事农民运动工作，曾担任国民党中央宣传部代理部长。八七会议上提出革命武装夺取政权的思想，之后领导秋收起义，并先后主持井冈山根据地和中央苏区工作，期间一度被王明排斥出中共中央。后随红军长征至陕北，途中于遵义重新取得中共中央领导权。1943年3月被选举为中共中央政治局主席，拥有最后决定权。1945年在中共七大上，以他命名的毛泽东思想写入党章，成为中共指导思想。七届一中全会上当选中共中央主席，同时兼任中央政治局主席、中央书记处主席。其后他领导中国共产党赢得第二次国共内战，建立中华人民共和国。中华人民共和国成立后先后当选为中央人民政府主席、全国政协主席、中华人民共和国主席。1953年起，他领导一五计划和三大改造，使中国进入全面建设社会主义时期。1956年发表《论十大关系》，提出双百方针，开始探索符合中国国情的社会主义道路。八届一中全会上当选中共中央主席。1957年提出正确处理人民内部矛盾的学说，同年发起反右运动。1958年发起大跃进和农村人民公社化运动，造成国民经济停滞，并进入三年困难时期。1961年开始注意对大跃进进行纠偏，但与此同时他也产生了党内存在修正主义的疑云。1966年发动文化大革命。1976年9月9日于北京逝世。 |
| 刘少奇 |      | 1898－1969 | 湖南宁乡人。1920年加入中国社会主义青年团，1921年赴莫斯科东方大学学习期间加入中国共产党。1922年回国，先后领导了粤汉铁路工人大罢工和安源路矿工人大罢工。此后在上海、湖北组织工人运动工作。中共五大上当选为中央委员，会后先后于上海、天津、沈阳从事党务工作，1933年前往中央苏区，后参加长征至陕北。抗日战争时期先后领导华北、华中根据地，1942年回到延安。1943年3月当选中央书记处书记，跻身核心决策层。在中共七大上所作关于修改党章的报告标志着毛泽东思想系统形成并趋于完善。七届一中全会上当选中央政治局委员、书记处书记。在毛泽东赴重庆谈判和访问苏联期间，两度代理中共中央主席职务。中华人民共和国成立后，1954年任任全国人大常委会委员长。八届一中全会上当选中央副主席。1959年当选中华人民共和国主席，主持中央一线工作。在三年困难时期，刘少奇进行了大量的调查研究，参与制定了一系列重要的政策措施，使国民经济得到了恢复和发展。但与此同时，他与毛泽东产生了一系列分歧并最终破裂。文革中被认定为走资派头号人物受到迫害，1968年10月中共八届十二中全会宣布将刘少奇永远开除党籍，撤销党内外一切职务。1969年11月12日病逝于开封。1980年恢复名誉。:453-455 |
| 林伯渠 |      | 1886－1960 | 湖南安福人。早年加入中国同盟会，参加反清革命、二次革命、护国战争、护法战争。1921年1月加入中国共产党上海党小组，此后参与组织第一次国共合作，曾担任国民党农民部长。北伐战争期间曾担任国民党政治委员会委员、军委秘书长。1927年参加南昌起义，后入莫斯科中山大学进修。1933年回国后任中华苏维埃共和国国民经济部部长兼任财政人民委员部部长，参加长征。抗日战争期间出任陕甘宁边区政府主席，是“延安五老”之一。1944年赴重庆就联合政府问题同国民政府谈判。1945年当选为中央政治局委员。中华人民共和国成立后，任中央人民政府秘书长、全国人大常委会副委员长。八届一中全会上当选中央政治局委员。1960年5月29日病逝于北京。:408-409 |
| 邓小平 |      | 1904－1997 | 四川广安人。1920年前往法国留学，在法国勤工俭学期间加入旅法共产主义小组，1924年转为中国共产党党员。1926年到苏联莫斯科中山大学学习，回国后担任中央秘书长。1929年12月领导百色起义，后出任红一军团政治部主任，参加长征。抗日战争期间，任八路军129师政治委员、中共中央北方局书记。第二次国共内战期间，担任晋冀鲁豫军区政治委员、中共中央中原局第一书记和中原野战军政治委员、第二野战军政治委员。中华人民共和国成立后，任中共中央西南局第一书记、政务院副总理兼财政部部长、中共中央秘书长。1955年七届五中全会上补选为中央政治局委员。1956年八届一中全会上当选中央政治局常委、中央书记处总书记，有“主事在毛，成事在邓”之说。文化大革命中被视作走资派二号人物受到迫害。复出以后担任中共中央副主席、全国政协主席、中央顾问委员会主任、中央军委主席。是20世纪80年代中国政治的实际主导者，被尊奉为“改革开放的总设计师”和党的第二代领导核心。1997年2月19日病逝于北京。:109-111 |
| 朱德   |      | 1886－1976 | 四川仪陇人。早年毕业于云南陆军讲武堂，参加辛亥革命、护国战争、护法战争，官至云南省警察厅长。1922年，他赴德国留学期间加入中国共产党，其后到莫斯科中山大学学习。1927年8月1日，他参加南昌起义，此后率部到井冈山与毛泽东会师，先后担任红四军军长、红一军团总指挥、红一方面军总司令、中国工农红军总司令、中革军委主席。抗日战争期间，担任中央军委副主席、第十八集团军总司令兼第二战区副司令长官。1945年当选中央书记处书记。第二次国共内战期间，任中国人民解放军总司令，同毛泽东指挥中共军队。中华人民共和国成立后，先后担任中央人民政府副主席、中共中央纪律检查委员会书记、中华人民共和国副主席。1956年八届一中全会上当选中共中央副主席。1959年至1976年任全国人大常委会委员长。1955年被授予中华人民共和国元帅军衔。1976年7月6日于北京逝世。:2 |
| 周恩来 |      | 1898－1976 | 原籍浙江绍兴，生于江苏淮安。1913年于天津南开中学就读，1917年前往日本留学。1919年回国后参加五四运动。1920年至1924年在法国和德国勤工俭学，期间发起成立中国少年共产党，1921年转为中共党员。回国后历任黄埔军校政治部主任、中共两广区委委员长等职务，1927年领导南昌起义，历任中央政治局常委、中共中央组织部长、中央军委书记等职，还领导中央特科工作。1931年12月前往中央苏区，历任中央书记处书记、中共苏区中央局书记、中国工农红军总政委等职务，后随红军主力参加长征，在遵义会议上转向支持毛泽东，使毛得以复出。1936年前往西安处理西安事变。抗日战争期间担任中共中央代表和南方局书记。七届一中全会上当选中央政治局委员、书记处书记。1945年在重庆参与谈判，并率领中共代表团留在重庆和南京。1946年11月返回延安，后担任中央军委副主席兼代理中央军委总参谋长。中华人民共和国成立后任国务院总理，还担任外交部长至1958年。八届一中全会上当选中共中央副主席，他并主持了中国的“一五计划”和“两弹一星”工程。在外交舞台上，也领导中国取得了一系列重大突破。1976年1月8日病逝于北京。:1122-1124 |
| 董必武 |      | 1886－1975 | 湖北红安人。1904年考中秀才，之后追随孙中山从事革命活动。1920年在湖北成立共产党早期组织。1921年赴上海参加中共一大，会后回到湖北开展党务工作。中共五大之后前往进入莫斯科东方大学学习，回国后抵达中央苏区，担任中共中央党校校长兼最高法院院长，之后参加长征。1937年起先后在武汉和重庆推动抗日民族统一战线工作，是“延安五老”之一。七届一中全会上当选中央政治局委员。中华人民共和国成立后，历任政务院副总理、最高人民法院院长。1955年任中央监察委员会书记。八届一中全会上当选中央政治局委员。1959年与宋庆龄一同当选国家副主席。文革期间历任国家代主席、中央政治局常委等职位。1975年4月2日在北京病逝。:121-122 |
| 陈云   |      | 1905－1995 | 江苏青浦人。早年在上海商务印书馆当学徒。1925年五卅运动时期，被推选为商务印书馆罢工临时委员会委员长，随后加入中国共产党。1931年9月，成为临时中央政治局九名委员之一。1933年进入中央苏区，成为中央书记处书记，参加长征。泸定桥战役后，被派遣前往莫斯科，向共产国际通报遵义会议情况。1937年回国，出任中共中央组织部部长。七届一中全会上当选中央政治局委员，同年8月担任中央书记处候补书记。第二次国共内战期间，任东北局副书记兼东北民主联军副政治委员、东北财政经济委员会主任、中华全国总工会主席。1950年10月任弼时逝世后，递补为中央书记处书记。中华人民共和国成立后，任国务院副总理，并曾兼任商业部部长、国家基本建设委员会主任。是这一时期中国经济政策的主要制定者。八届一中全会上当选中共中央副主席。文化大革命期间被排挤出领导核心。改革开放以后，出任中共中央纪律检查委员会第一书记、中央顾问委员会主任，被认为是当时主政的中共八大元老之一。1995年4月10日在北京病逝。:82-84 |
| 林彪   |      | 1907－1971 | 湖北黄冈人。毕业于黄埔军校第四期。1927年参加南昌起义，后先后担任红四军军长、红一军团军团长，参加中央苏区历次作战及长征。抗日战争时期任八路军115师师长，指挥平型关战役。1938年赴苏联养伤。1942年回国后任中共中央党校副校长，陪同周恩来到重庆进行国共谈判。中共七大闭幕后拟任山东军区司令员，后因日本投降、国内外形势变化改赴东北。第二次国共内战时期任东北民主联军总司令、中共中央东北局书记、东北野战军司令员、第四野战军司令员，平定东北、中南全境。中华人民共和国成立后，任国务院副总理。1955年七届五中全会上补选为中央政治局委员，同年被授予中华人民共和国元帅军衔。1958年八届五中全会上当选中共中央副主席。1959年任国防部部长、中央军委第一副主席。文化大革命爆发后，他成为中共二号人物，其毛泽东接班人身份写入党章。1971年发生“九一三事件”，林彪携妻子叶群、儿子林立果在山海关机场出逃，所乘飞机坠毁于蒙古温都尔汗，机上全员身亡。:6 |
| 吴玉章 |      | 1878－1966 | 四川荣县人。1895年开始接受维新思想。1903年入东京成城学校学习。1905年参加中国同盟会。1911年归国后参加保路运动，并与王天杰策动早于武昌起义的荣县独立。中华民国成立后，曾任南京临时参议院议员、成都高等师范学校校长。1924年与杨闇公组建中国青年共产党，1925年加入了中国共产党。1927年赴苏联在莫斯科东方大学学习、任教。1935年到法国巴黎负责《救国时报》工作。1938年回国后任延安宪政促进会会长、陕甘宁边区新文字协会会长、鲁迅艺术学院院长、延安大学校长、陕甘宁边区政府文化委员会主任，是“延安五老”之一。第二次国共内战时期，任中共四川省委书记、华北大学校长。中华人民共和国成立后，任中国人民大学校长、全国文字改革委员会主任，并主持汉语拼音工作。1966年12月12日病逝于北京。:841-842 |
| 陳伯達 |      | 1904－1989 | 福建惠安人。早年先后在上海大学和中山大学学习，1927年加入中国共产党，并赴莫斯科中山大学学习。1930年回国后，任中共中央北方局宣传部部长。1939年，出任毛泽东办公室主任，因对《中国之命运》的批判闻名。1956年八届一中全会上当选中央政治局候补委员，后任《红旗》杂志总编辑。1966年八届十一中全会上当选中央政治局常委，并担任中央文革小组组长。1970年中共九届二中全会上，因“称毛主席为天才”和设国家主席问题失势。1971年被收押，1973年被开除党籍。1981年1月，最高人民法院特别法庭判处陈伯达有期徒刑18年，同年8月保外就医。1989年9月20日病逝于北京。:34-35 |
| 蔡畅   |      | 1900－1990 | 女，湖南湘乡人。早年就读于长沙周南女子师范学校，1919年前往法国留学。1923年由中国社会主义青年团团员转为中共党员。1925年回国后先后于广东、江西、湖北从事妇女运动工作。1927年于中共五大中被任命为中共妇女委员会委员、上海总工会女工部部长。此后历任中共六大至中共十一大代表，中华人民共和国第一届至第三届人大常委会委员、第四届和第五届人大常委会副委员长，中华全国妇女联合会名誉主席等职务，1980年退休。1990年9月11日病逝于北京。:19-20 |
| 李富春 |      | 1900－1976 | 湖南长沙人。早年到法国勤工俭学，积极参加留法学生的革命活动。1922年6月参与发起建立旅欧中国少年共产党，不久转为中国共产党党员。1925年到莫斯科东方大学学习，同年夏回国后任国民革命军第二军副党代表兼政治部主任，参与北伐战争。第一次国共内战时期，任中共江西省委代理书记、红军总政治部代主任，红三军团政委，参与长征。抗日战争时期任中共中央组织部副部长。七届一中全会后任中共中央副秘书长。第二次国共内战时期任中共中央东北局副书记、东北人民政府副主席、东北军区副政委等职。 中华人民共和国成立后，历任政务院财政经济委员会副主任，中央人民政府重工业部部长，国家计划委员会副主任、主任，国务院副总理。八届一中全会上当选中央政治局委员。1958年八届五中全会增补为中央书记处书记。1961年提出“八字方针”。1966年八届十一中全会上当选中央政治局常委。文化大革命时期卷入二月逆流被边缘化。1975年1月9日在北京病逝。:325-326 |
| 罗荣桓 |      | 1902－1963 | 湖南衡山人。1927年在武昌中山大学读书期间加入中国共产党，参加秋收起义。第一次国共内战时期，曾任红四军政治委员、红一军团政治部主任，参加长征。抗日战争时期，任八路军115师政治部主任、政治委员、代理师长，山东军政委员会书记，山东军区司令员兼政治委员，中共中央山东分局书记。第二次国共内战时期，任中共中央东北局副书记兼东北民主联军、东北军区第一副政委，东北野战军、第四野战军第一政治委员。中华人民共和国成立后，任中央人民政府最高人民检察署检察长，中国人民解放军总政治部主任和总干部部部长、全国人大常委会副委员长。1955年被授予中华人民共和国元帅军衔。八届一中全会上当选中央政治局委员。1963年12月16日在北京病逝。 |
| 徐特立 |      | 1877－1968 | 湖南长沙人。早年参加立宪运动和国会请愿运动。1912年创办长沙县立师范。1919年赴法国勤工俭学，进入巴黎大学学习。1924年回国后创办长沙女子师范担任校长。1927年加入中国共产党，参加南昌起义。起义失败后赴苏联莫斯科中山大学学习。1930年回国后任中华苏维埃共和国教育部副部长，苏维埃大学副校长，参加长征。抗日战争期间，任中共中央驻湘代表、延安自然科学院院长，是“延安五老”之一。中华人民共和国成立后，任中共中央宣传部副部长。1968年11月28日病逝于北京。:899 |
| 陆定一 |      | 1906－1996 | 江苏无锡人。1922年考入上海南洋大学学习，1925年加入中国共产党。毕业后先后担任中国共产主义青年团中央宣传部长、红一方面军政治部宣传部部长，参与长征。抗日战争与第二次国共内战时，任八路军野战政治部副主任、中央宣传部部长等职务。中华人民共和国成立后，继续兼任中央宣传部部长。八届一中全会上当选中央政治局候补委员，1959年任国务院副总理。1962年任中央书记处书记。1965年兼任文化部部长。因二月提纲被免职下狱，文化大革命结束后任全国政协副主席。1996年5月9日病逝于北京。:492-494 |
| 罗瑞卿 |      | 1906－1978 | 四川南充人。黄埔军校第六期毕业，1928年加入中国共产党。1929年加入中国工农红军，担任红四军政治部宣传部长、红四军政委、红一军团保卫局局长，参加长征。抗日战争期间，担任抗日红军大学校长、八路军野战政治部主任。第二次国共内战期间，任晋察冀军区政治部主任、华北军区第二兵团政委。中华人民共和国成立后，任中央人民政府公安部、中华人民共和国公安部部长、公安军司令员。1955年被授予大将军衔。1959年任国务院副总理、解放軍總參謀長、中央军委秘书长。1962年八届十中全会上当选中央书记处书记。1965年因罗瑞卿事件而被批判停职，后跳楼负重伤。文化大革命结束后，再任中央军委秘书长。1978年8月3日赴西德治疗腿疾时病逝于海德堡。:36 |
| 徐向前 |      | 1901－1990 | 山西五台人。毕业于黄埔军校第一期。1927年加入中国共产党，参加广州起义。第一次国共内战时期，担任红四方面军总指挥，领导红四方面军转战鄂豫皖、川陕，指挥长征和西路军作战。抗日战争时期，担任八路军129师副师长、第一纵队司令员、陕甘宁晋绥联防军副司令员。第二次国共内战时期，任晋冀鲁豫军区第一副司令员、华北军区第一兵团司令员，攻占山西全境。中华人民共和国成立后，先后担任中央人民政府人民革命军事委员会总参谋长、副主席。1955年被授予中华人民共和国元帅军衔。1966年任中央军委副主席，八届十一中全会当选中央政治局委员。文化大革命时期任全军文革小组组长，随后卷入二月逆流被边缘化。改革开放以后任国务院副总理兼国防部长。1990年9月21日在北京病逝。:16 |
| 鄧穎超 |      | 1904－1992 | 女，河南光山人，生于广西南宁。先后在直隶第一女子师范学校和南开大学学习。1925年加入中国共产党，同年与周恩来结婚。中国国民党中央执行委员会候补委员。第一次国共内战期间，任中共中央局秘书长、中央机关总支书记等职，参加长征。抗日战争期间，任中共中央南方局委员、妇委书记、国民参政会参政员等职。第二次国共内战期间，历任中共中央后方工作委员会委员，中共中央妇委代理书记。中华人民共和国成立后，先后当选为全国妇联第一至三届副主席，第四届名誉主席；中国人民保卫儿童全国委员会副主席等职。改革开放期间，出任中央政治局委员、中央纪委第二书记、中共中央对台工作领导小组组长、全国政协主席等职。1992年7月11日病逝于北京。:111-112 |
| 刘伯承 |      | 1892－1986 | 四川开县人。参加护国战争期间右眼负伤致残。1926年加入中国共产党，发动泸顺起义，任国民革命军四川各路总指挥、暂编第十五军军长。1927年参加南昌起义，后在苏联伏龙芝军事学院学习。1930年回国后，任红军总参谋长等职，参加长征。抗日战争时期，任八路军129师师长。第二次国共内战时期，历任晋冀鲁豫军区司令员、中原军区司令员、第二野战军司令员，平定中原、西南战事。中华人民共和国成立后，历任中共中央西南局第二书记，西南军政委员会主席，中国人民解放军军事学院院长兼政委，训练总监部部长，高等军事学院院长兼政治委员等职。1955年被授予中华人民共和国元帅军衔。八届一中全会上当选中央政治局委员。1958年因“教条主义”被批判后淡出军界，担任全国人大常委会副委员长、中央军委副主席等职，后长期疗养。1986年10月7日病逝于北京。:8 |
| 陈毅   |      | 1901－1972 | 四川乐至人。早年在法国勤工俭学，1923年加入中国共产党，后担任黄埔军校政治部文书，参加南昌起义。第一次国共内战期间，他担任红四军政治部主任、红三军政委、红二十二军军长兼政委、江西军区总指挥，坚持南方三年游击战争。抗日战争时期，任新四军第一支队司令员、代理军长。第二次国共内战时期，任华东野战军司令员兼政委、中原野战军副司令员、第三野战军司令员兼政委，平定华东战事。中华人民共和国成立后，历任上海市市长、中央军委副主席。1954年任国务院副总理。1955年被授予中华人民共和国元帅军衔。八届一中全会上当选中央政治局委员。1958年兼任外交部部长，开拓中华人民共和国外交事业。1959年任全国政协副主席。1966年任中央军委副主席。文化大革命期间，被牵扯进“二月逆流”案而遭边缘化。1972年1月6日病逝于北京。:12 |
| 彭德怀 |      | 1898－1974 | 湖南湘潭人。1923年毕业于湖南讲武堂。1928年加入中国共产党，同年发动平江起义，建立红五军，任军长。此后担任红三军团军团长、红一方面军司令员，参与江西苏区历次战役及长征。抗日战争时期，任八路军副总司令，发动百团大战。第二次国共内战时期，任中央军委副主席兼总参谋长、中国人民解放军副总司令兼西北野战军（后第一野战军）司令员兼政治委员，攻占西北五省。中华人民共和国成立后，任中央人民政府人民革命军事委员会副主席、西北军政委员会主席。1950年，任中国人民志愿军司令员兼政治委员，指挥朝鲜战争。1952年回国主持军委日常工作，1954年任国务院副总理兼国防部部长。1955年被授予中华人民共和国元帅军衔。八届一中全会上当选中央政治局委员。1959年因庐山会议期间上书毛泽东而被批判，被免去国防部部长职务。1965年任三线建设委员会副主任。文化大革命期间受迫害，1974年11月29日病逝于北京。1978年12月得到平反。:4 |
| 廖承志 |      | 1908－1983 | 广东惠州人，生于日本东京。中国国民党元老廖仲恺、何香凝之子。早年在岭南大学学习，1928年加入中国共产党。曾任中华全国总工会宣传部长、全国海员总工会中国共产党党团书记、红四方面军总政治部秘书长，参加长征。抗日战争期间，任八路军驻香港办事处主任。1942年因南委事件被国民政府逮捕，1946年获释。第二次国共内战期间，担任新华社社长、中共中央宣传部副部长等职。中华人民共和国成立后，任中华全国民主青年联合总会主席、政务院华侨事务委员会副主任委员、中共中央统战部副部长、中共中央对外联络部副部长。1959年任国家华侨事务委员会主任、国务院外事办公室副主任等职。文化大革命期间受迫害，此后担任国务院侨务办公室主任、全国人大常委会副委员长、国务院港澳事务办公室主任、中央政治局委员。1983年6月10日病逝于北京。:399-401 |
| 李先念 |      | 1909－1992 | 湖北红安人。1927年加入中国共产党，参加黄麻起义。第一次国共内战期间，在红四方面军任职，任第十一师政委、红三十军政委，参加长征，并率领西路军余部进入新疆。抗日战争时期，担任新四军豫鄂挺进纵队司令员、第五师师长。第二次国共内战时期，任中原军区司令员。中华人民共和国成立后，任中共湖北省委书记、湖北省人民政府主席。1954年担任国务院副总理，兼任财政部部长，协助周恩来主持经济方面工作。八届一中全会上当选中央政治局委员，1958年八届五中全会增补为中央书记处书记。文化大革命期间被牵扯进“二月逆流”案，但其依然负责经济工作。1976年，他参与决策怀仁堂事变。改革开放期间，担任中共中央副主席、国家主席、全国政协主席等职务，被认为是当时主政的中共八大元老之一。1992年6月21日病逝于北京。:371-372 |
| 陈赓   |      | 1903－1961 | 湖南湘乡人。1922年加入中国共产党，1924年毕业于黄埔军校第一期，随后参加东征。1926年赴苏联学习，回国后参加南昌起义。第一次国共内战期间，在上海负责中央特科工作，后任红四方面军第十二师师长、彭杨步兵学校校长、军委干部团团长、红一军团第一师师长，参加长征。抗日战争时期，任八路军129师386旅旅長、太岳军区司令员。第二次国共内战期间，任晋冀鲁豫军区第四纵队司令员、第二野战军第四兵团司令员兼政委。中华人民共和国成立后，任云南省人民政府主席、中国人民志愿军副司令员、解放军副总参谋长、中国人民解放军军事工程学院院长、国防部副部长等职位。1955年被授予大将军衔。1956年增补为中央军委委员。1961年3月16日病逝于上海。:28 |
| 聂荣臻 |      | 1899－1992 | 四川江津人。1919年赴法国勤工俭学，1923年加入中国共产党。1925年回国后任黄埔军校秘书兼政治教官。第一次国共内战期间，参与南昌起义、广州起义，后担任中央军委参谋长、总政治部副主任、红一军团政委，参加长征。抗日战争时期，任八路军115师副师长、政委，晋察冀军区司令员兼政委。第二次国共内战时期，任晋察冀军区司令员兼政委、华北军区司令员，攻占华北全境。中华人民共和国成立后，任中国人民解放军代总参谋长，中央军委副主席。1955年被授予中华人民共和国元帅军衔。1956年11月任国务院副总理。1958年兼国家科委主任、国防科委主任，主抓“两弹一星”研制。1959年增补为中央军委副主席。1966年八届十一中全会增补为中央政治局委员。在“文化大革命”期间，被牵扯进“二月逆流”案。文化大革命结束后，继续担任中央军委副主席。1992年5月14日病逝于北京。:18 |
| 林枫   |      | 1906－1977 | 黑龙江望奎人。1927年加入中国共产党。1929年考入北平大学工学院学习。历任中共北平市委书记兼组织部部长、中共河北省委巡视员、中共天津市委书记、刘少奇秘书。抗日战争时期，任中共中央北方局委员兼组织部部长、八路军晋西独立支队政治委员、中共中央晋绥分局代理书记、晋绥军区政治委员。第二次国共内战时期，任中共中央东北局组织部部长、中共中央东满分局书记、东满军区政治委员、东北行政委员会主席、东北人民政府副主席。中华人民共和国成立后，任东北局第一副书记、中共中央副秘书长。1955年任国务院第二办公室主任。1958年任国务院业余教育委员会主任。1959年当选全国人大常委会副委员长。1963年任中共中央党校校长。文化大革命期间受迫害，1977年9月29日病逝于北京。:409-410 |
| 张鼎丞 |      | 1898－1981 | 福建永定人。1927年加入中国共产党。1928年领导永定暴动，曾担任中华苏维埃共和国土地人民委员、福建省苏维埃政府主席。红军长征后，奉命留守苏区坚持游击战争。抗日战争期间，担任新四军第二支队司令员、第七师师长、中共中央党校二部主任。第二次国共内战时期，任华中军区司令员、中共中央华东局常委兼组织部部长。中华人民共和国成立后，任中共福建省委书记。1954年任中华人民共和国最高人民检察院检察长。1975年当选全国人大常委会副委员长。1981年12月16日病逝于北京。:1014-1016 |
| 彭真   |      | 1902－1997 | 山西曲沃人。1923年加入中国共产党，曾任中共天津市委书记、中共中央北方局组织部部长。抗日战争时期，出任中共中央晋察冀分局书记、中共中央组织部部长、中共中央党校副校长。七届一中全会上当选中央政治局委员，同年8月担任中央书记处候补书记。第二次国共内战时期，任中共中央东北局书记、东北民主联军第一政委、中央组织部部长、中共北平市委书记等职。中华人民共和国成立后，担任中共北京市委第一书记、全国人大常委会副委员长、全国政协副主席。八届一中全会上当选中央政治局委员、中央书记处书记，协助邓小平负书记处总责，并分管统战、政法和港澳方面的工作。1958年兼任中央政法小组组长。1962年因在七千人大会上的发言使毛泽东对其产生警惕。1964年任文化革命五人小组组长。1966年因二月提纲被免职下狱。文化大革命结束后，担任中央政法委员会书记、全国人民代表大会常务委员会委员长等职，被认为是当时主政的中共八大元老之一。1997年4月26日在北京病逝。:569-570 |
| 乌兰夫 |      | 1906－1988 | 蒙古族，内蒙古土默特左旗人。1925年加入中国共产党，赴莫斯科中山大学学习。1929年回国后任中共西蒙工委书记、蒙旗保安总队政治部代主任。抗日战争期间，任国民革命军新编第三师政治部代主任。1941年赴延安任陕甘宁边区政府民族事务委员会主任，延安民族学院教育长等职。第二次国共内战期间，任绥蒙政府主席、中共内蒙古工委书记。1947年5月领导组建内蒙古自治政府，并被选为主席。中华人民共和国成立后，历任绥远省主席、国务院副总理兼国家民族事务委员会主任，内蒙古自治区党委第一书记、自治区人民委员会主席、内蒙古军区司令员兼政委。1955年被授予上将军衔。八届一中全会上当选中央政治局候补委员。文化大革命期间被迫害，此后任中央政治局委员、中央统战部部长、国家副主席等职务。1988年12月8日病逝于北京。:54 |
| 黃克誠 |      | 1902－1986 | 湖南永兴人。1925年加入中国共产党，在国民革命军唐生智部任职，参与北伐。1928年参与领导湘南起义，1930年进入中央苏区，历任红五军、红三军团政治部主任，参加长征。抗日战争期间，任八路军115师第344旅政委，新四军第三师师长兼政委。第二次国共内战期间，任东北民主联军副总司令兼后勤司令员、政委，东北野战军第二兵团政委、天津市委书记。中华人民共和国成立后，任湖南省委书记、总后勤部部长、中央书记处书记、中央军委秘书长。1955年被授予大将军衔。1956年八届一中全会上当选中央书记处书记，此后增补为中央军委委员。1958年任解放军总参谋长。1959年庐山会议期间，因支持彭德怀的意见书而被撤销军委秘书长、总参谋长职务。1962年八届十中全会上被撤销中央书记处书记职务。1965年任山西省副省长。文化大革命期间受迫害。改革开放期间，任中央纪委第二书记。1986年12月28日病逝于北京。:26 |
| 滕代远 |      | 1904－1974 | 苗族，湖南麻阳人。1925年加入中国共产党，1928年领导平江起义，曾任红五军、红三军团政治委员、红一方面军副总政治委员、中央军委武装动员部部长。1934年7月前往苏联出席共产国际第七次代表大会，入苏联红军陆军大学、列宁学院学习。1937年回国，参与筹建八路军驻新疆办事处。抗日战争时期，任中央军委参谋长、八路军前指参谋长。第二次国共内战时期，任晋冀鲁豫军区、华北军区副司令员、中央军委铁道部部长兼铁道兵团司令员。中华人民共和国成立后，任中华人民共和国铁道部部长。1965年任全国政协副主席。1974年12月1日病逝于北京。:696-697 |
| 萧劲光 |      | 1903－1989 | 湖南长沙人。1921年赴苏联入莫斯科东方大学学习，1922年加入中国共产党。1924年回国后，任国民革命军第二军六师党代表兼政治部主任，参加北伐战争。1927年入列宁格勒托尔马乔夫军政学院学习，1930年回国后先后出任闽粤赣军区参谋长，红十一军、红五军团、红七军团政委，红三军团参谋长，参加长征。到陕北后，任中央军委参谋长、八路军留守兵团司令员，陕甘宁晋绥联防军副司令员。第二次国共内战期间，任东北民主联军副总司令、南满军区司令员，东北野战军第一兵团司令员，第四野战军第十二兵团司令员。中华人民共和国成立后，任中国人民解放军海军司令员、国防部副部长。1955年被授予大将军衔。1956年增补为中央军委委员。1980年当选全国人大常委会副委员长。1989年3月29日病逝于北京。:32 |
| 谭政   |      | 1906－1988 | 湖南湘乡人。1927年参加秋收起义，加入中国共产党。后先后担任红四军军委秘书长、红十二军政治部主任、红二十二军政治部主任。后跟随红军主力进行战略转移，后在陕北担任中央军委总政治部副主任、陕甘宁晋绥联防军副政委兼政治部主任等职。第二次国共内战期间，担任东北民主联军、东北野战军政治部主任、第四野战军副政委兼政治部主任。中华人民共和国成立后，担任第四野战军第三政委、国防部副部长。八届一中全会上当选中央书记处书记，此后任总政治部主任。1960年，被指为“谭政反党宗派集团”首要分子遭批判。1961年降为总政治部副主任。1962年八届十中全会上被撤销中央书记处书记职务。1965年任福建省副省长。文化大革命中受迫害，其后担任中央军委顾问。1988年11月6日病逝于北京。:30 |
| 柯庆施 |      | 1902－1965 | 安徽歙县人。1920年入上海外国语学社学习，同年加入中国社会主义青年团。1922年出席在莫斯科召开的远东各国共产党及民族革命团体第一次代表大会，受到列宁接见，同年加入中国共产党。早年先后在安徽、上海和海参崴工作。第一次国共内战期间，任中共安徽省临委书记，上海闸北区委书记，红八军政治部主任，中共中央秘书长，河北省委前委书记、组织部长，中共中央北方局组织部长。抗日战争期间，任中共中央党校副校长、中央统战部副部长。第二次国共内战期间，任晋察冀边区行政委员会财委副主任、石家庄市市长。中华人民共和国成立后，任南京市委第一书记、市长，江苏省委第一书记。1954年任上海市委第一书记。1955年任中共中央上海局书记、上海市政协主席。1957年，在上海市委会议上推出《乘风破浪，加速建设社会主义的新上海》报告，受到毛泽东赏识，成为大跃进的先声。1958年增补为中央政治局委员，同年任上海市市长。1960年任中共中央华东局第一书记、南京军区第一政委。柯庆施在上海期间，对后来“四人帮”的重要成员张春桥多有提携。1965年任国务院副总理，同年4月9日病逝于成都。 |
| 粟裕   |      | 1907－1984 | 侗族，湖南会同人。早年就读于湖南省立第二师范学院，1927年加入中国共产党，参加南昌起义。历任红四军参谋长、红七军团参谋长、红十军团参谋长，挺进师师长，坚持了南方三年游击战争。抗日战争期间，任新四军第二支队副司令员、新四军江南、苏北指挥部副指挥，第一师师长兼政委、苏浙军区司令员。第二次国共内战期间，任华中野战军司令员，华东野战军副司令员、代司令员、代政委，第三野战军副司令兼第二副政委。是华东战事的实际指挥者。中华人民共和国成立后，任解放军总参谋长。1955年被授予大将军衔。1956年增补为中央军委委员。1958年军委扩大会议期间遭到批判被免去总参谋长职务，其后任国防部副部长、军事科学院副院长。1967年任中央军委常委，1972年任军事科学院第二政委。1980年补选为全国人大常委会副委员长。1984年2月5日病逝于北京。:22 |
| 贺龙   |      | 1896－1969 | 湖南桑植人。1914年参加中华革命党，曾率部与北洋军阀及四川军阀杨森作战。1927年，担任南昌起义总指挥，并加入中国共产党，此后回到担任红二军团军团长、红二方面军总指挥，转战湘鄂西并参加长征。抗日战争时期，任八路军120师师长、陕甘宁晋绥联防军司令员。第二次国共内战时期，任西北军区司令员。中华人民共和国成立后，任中共中央西南局第三书记、西南军区司令员。1952年任国家体委主任，1954年任国务院副总理。1955年被授予中华人民共和国元帅军衔。八届一中全会上当选中央政治局委员。1959年担任中央军委副主席、国防工业委员会主任。1963年主持军委日常工作。文化大革命时遭迫害，被指控为准备推动“二月兵变”，于1969年6月9日病逝于北京。:10 |
| 王首道 |      | 1906－1996 | 湖南浏阳人。1925年加入中国共产党。历任中共湘鄂赣边特委书记，湘赣省委书记，中共中央组织局秘书长，红军保卫局局长，红十五军团政治部主任，参与长征。抗日战争期间，任中共中央秘书长、八路军南下支队政委。第二次国共内战时期，任中原军区副政委兼政治部主任，东北局财经办事处主任。中华人民共和国成立后，历任湖南省人民政府主席、中央人民政府交通部副部长。1954年任国务院第六办公室主任。1958年任中华人民共和国交通部部长。1964年调任中共中央中南局书记处书记。1968年任中共广东省委书记、广东省革委会副主任。后担任全国政协副主席、中央顾问委员会常委、中国计划生育协会第一任会长等职。1996年9月13日病逝于北京。:775 |
| 王维舟 |      | 1887－1970 | 四川宣汉人。青年时代参加辛亥革命，1913年入成都警备军官学校学习，后参加护国战争、护法战争。1920年参加朝鲜共产党，当年赴苏俄学习。1922年回国同吴玉章等一起组织“赤心社”，宣传马克思主义。1927年加入中国共产党。1929年领导固军坝起义，组建川东游击军任总指挥。1933年担任红三十三军军长，参加川陕苏区反围攻和长征，到达陕北后任中共中央军委四局局长。抗日战争时期，任八路军129师385旅副旅长、旅长兼政委。第二次国共内战时期，任中共四川省委副书记，陕甘宁晋绥联防军副司令员，西北军区副司令员。中华人民共和国成立后，任西南军政委员会副主席，西南民族学院校长、中共中央监察委员会常委等职。文化大革命期间被迫害，1970年1月10日病逝于北京。 |
| 邓子恢 |      | 1896－1972 | 福建龙岩人。早年曾在日本留学一年。1926年加入中国共产党。后在闽西组织革命活动，曾担任红十二军政治委员、中华苏维埃共和国财政部部长，红军长征后，奉命留守苏区坚持游击战争。抗日战争期间，担任新四军政治部副主任、主任，第四师政治委员。第二次国共内战时期，任华中军区政治委员、中共中央中原局第三书记、中共中央华中局第三书记兼第四野战军第二政治委员。中华人民共和国成立后，任中南军政委员会代主席、国务院副总理、中共中央农村工作部部长。由于提倡“分田到户”的责任制、反对毛泽东的农业合作化运动而先后在1955年和1962年受到批判，此后担任全国政协副主席。1972年12月10日病逝于北京。:113-114 |
| 李克农 |      | 1899－1962 | 安徽巢湖人。1926年加入中国共产党。第一次国共内战时期，在上海从事地下情报工作，被称为是“龙潭三杰”之一，后进入中央苏区，任红一方面军政治保卫局局长，长征到达陕北后，参与西安事变和国共谈判。抗日战争时期，历任八路军驻南京、桂林办事处主任，中共中央社会部副部长。国共内战时期，任中共中央社会部部长，长期负责情报工作。中华人民共和国成立后，任中华人民共和国外交部副部长、中国人民解放军副总参谋长、中共中央调查部部长等职。1955年被授予上将军衔，1962年2月9日在北京逝世。 |
| 杨尚昆 |      | 1907－1998 | 四川潼南人。1926年加入中国共产党，先后在上海大学和莫斯科中山大学学习，被看作是“二十八个半布尔什维克”之一。1931年回国后，先后担任红一方面军政治部主任、红三军团政治委员等职，参加长征。抗日战争期间，任中共中央北方局副书记、书记。第二次国共内战期间，任中央军委秘书长、中央办公厅主任。中华人民共和国成立后，继续担任中央办公厅主任职务。八届一中全会上当选中央书记处候补书记。1965年因窃听器事件贬任广东省委书记处书记，文革期间被迫害。改革开放期间，任广东省委第二书记、广州市委第一书记，中央政治局委员、中央军委副主席兼秘书长等职。1988年至1993年任中华人民共和国主席，被视为“中共八大元老”之一。1998年9月14日在北京逝世。 |
| 叶剑英 |      | 1897－1986 | 广东梅州人。1917年入云南讲武堂学习，毕业后追随孙中山投身革命活动，曾任黄埔军校教授部副主任，国民革命军第四军参谋长。1927年领导广州起义，失败后赴莫斯科东方大学学习。1930年回国后，任中革军委总参谋长、红一方面军参谋长等职务，参与长征。抗日战争时期，任八路军参谋长，在武汉、重庆从事国共谈判。1941年回延安担任中央军委参谋长。第二次国共内战时期，任中央军委副总参谋长、中共中央后委书记、华北军政大学校长兼政治委员、北平市市长。中华人民共和国成立后，任中共中央华南分局第一书记、广东省人民政府主席、武装力量监察部部长。1955年被授予中华人民共和国元帅军衔。1958年任军事科学院院长兼政委，同年在反“教条主义”运动中被冲击。1966年增补为中央书记处书记、中央军委副主席，八届十一中全会增选为中央政治局委员。1967年在“二月逆流”事件中被冲击。1973年十届一中全会上当选中共中央副主席，后兼任国防部部长。1976年毛泽东逝世后，他与华国锋等人联手策划怀仁堂事变，逮捕四人帮成员，结束文化大革命。此后担任全国人大常委会委员长等职，支持邓小平回到中共最高决策层。1986年10月22日病逝于北京。:10 |
| 宋任穷 |      | 1909－2005 | 湖南浏阳人。1926年加入中国共产党，参加秋收起义，历任红五军团三十八师政委、十三师政委、红二十八军政委等职，参加长征。抗日战争期间，任八路军129师政治部副主任、冀南军区司令员、政委，冀鲁豫军区司令员。第二次国共内战时期，任晋冀鲁豫军区政治部副主任、晋冀鲁豫野战军第二纵队政委、晋冀鲁豫中央局组织部部长、豫皖苏军区政委、华东野战军第三副政委。中华人民共和国成立后，任第二野战军第四兵团政委、中共云南省委第一书记，中共中央组织部副部长、解放军总干部部第一副部长。1955年被授予上将军衔。1956年任第三机械工业部部长。1960年任中共中央东北局第一书记。1966年八届十一中全会上增补为中央政治局候补委员。文化大革命期间受到迫害。改革开放期间，担任中共中央组织部部长、中央政治局委员、中央顾问委员会副主任。2005年1月8日病逝于北京。:98 |
| 张云逸 |      | 1892－1974 | 广东文昌人。早年就学于保定陆军军官学校，并加入了中国同盟会，参与过辛亥革命、护国战争和北伐战争，于1926年加入中国共产党。七一五事变后参加南昌起义，之后前往广州、香港从事地下工作。1929年12月领导百色起义，1931年7月率部前往中央苏区，曾任红七军军长、红军副总参谋长。后参加长征至陕北，1936年协助周恩来处理西安事变。抗日战争爆发后参与组建新四军，担任新四军参谋长、江北指挥部总指挥、新四军副军长兼第二师师长。陈毅赴延安出席中共七大期间代理新四军军长。抗战胜利后历任华东军区副司令员等职务。中华人民共和国成立后担任中央人民政府委员、广西省人民政府主席等职。1952年起逐渐退出第一线领导岗位。1955年被授予大将军衔。1962年任中央监察委员会副书记。1974年11月19日病逝于北京。:34 |
| 刘晓   |      | 1908－1988 | 湖南辰溪人。早年就读于东南大学和上海国立政治大学，1927年加入中国共产党。曾任江苏省委秘书长。1932年进入中央苏区后，任福建省委代理书记、粤赣省委书记兼军区政委、红一方面军政治部主任，参加长征。1937年5月前往上海组织重建中共地下党，后历任中共江苏省委书记、中共中央南方局委员、中共中央华中局敌区工作部部长、中共中央城市工作部副部长。第二次国共内战时期回到上海，任中共中央上海局书记。中华人民共和国成立后，担任华东行政委员会人民监察委员会主任。1955年任中国驻苏联大使。1962年任外交部常务副部长。1967年至1968年任中国驻阿尔巴尼亚大使。1988年6月11日病逝于北京。 |
| 李维汉 |      | 1896－1984 | 湖南长沙人。早年考入湖南省立第一师范学校，与毛泽东、蔡和森等结识，并创建新民学会。1919年赴法国勤工俭学。1922年参与发起成立旅欧少年共产党，同年回国并加入中国共产党。1923年4月在湖南从事农民、工人运动工作。中共五大上当选为中共中央政治局委员。1927年10月返回上海重建党组织，曾负责在上海执行立三路线，六届四中全会上被王明撤销党内职务。1931年至1933年在苏联学习，回国后参加长征，在延安历任中共中央组织部长、中央党校校长等职务。1948年起担任中央统战部部长。中华人民共和国成立后，任中央人民政府政务院秘书长、国家民族事务委员会主任。1951年作为中央人民政府首席全权代表同西藏地方政府达成《十七条协定》。1954年当选全国人大常委会副委员长、全国政协副主席。1962年起遭受批判，1964年被撤销中央统战部部长等职务。文革中受到冲击，后恢复名誉。中共十二大上当选为中共中央顾问委员会副主任。1984年8月11日于北京逝世。 |
| 王稼祥 |      | 1906－1974 | 安徽泾县人。1925年入莫斯科中山大学学习，1928年加入中国共产党，是“二十八个半布尔什维克”之一。1930年回国后，任中央党报委员会秘书长、红军总政治部主任、中华苏维埃共和国外交人民委员、中央军委副主席，参加长征。抗日战争时期，任中央军委副主席兼八路军总政治部主任。1943年首度提出“毛泽东思想”。第二次国共内战时期，任中共中央东北局城市工作部部长、宣传部部长。中华人民共和国成立后，历任中国驻苏联大使、外交部副部长。1951年任中央对外联络部部长。1956年任中央书记处书记。文化大革命时期，因“三和一少”而遭迫害。1974年1月25日病逝于北京。:742 |
| 康生   |      | 1898－1975 | 山东诸城人。1924年赴上海大学学习，次年加入中国共产党。第一次国共内战期间，他曾负责中央特科工作，后出任中共驻共产国际代表团副团长。1937年回国后，出任中央书记处书记、中共中央党校校长、中央职工运动委员会主任、中央社会部部长，主持延安整风。七届一中全会上当选中央政治局委员。第二次国共内战期间，担任中共中央华东局副书记，中共山东省委书记、山东省人民政府主席。中华人民共和国成立后，负责党内的意识形态工作。八届一中全会上当选中央政治局候补委员，1959年任全国政协副主席，1962年八届十中全会增补为中央书记处书记，1965年任全国人大常委会副委员长。文化大革命期间担任中央文革小组顾问，1966年八届十一中全会上增选为中央政治局常委，1973年任中共中央副主席。1975年12月16日在北京逝世。1980年10月16日中共中央决定开除康生的党籍。:290-291 |
| 叶季壮 |      | 1893－1967 | 广东新兴人。1914年毕业于广东公立法政学堂。1925年参加省港大罢工，同年加入中国共产党。1927年参加广州起义。1929年参加百色起义，任右江苏维埃政府财经委员会主席、红七军经理处处长、军政治部主任。进入中央苏区后，任总政治部政务处处长兼组织科科长、红一方面军供给部部长，参加长征。抗日战争时期，任中央军委后勤部部长兼政治委员、陕甘宁边区物资局局长、贸易公司经理等职。第二次国共内战期间，历任东北军区后勤部长兼政委、东北财政经济委员会副主任、东北人民政府财政部长兼商业部长。中华人民共和国成立后，任中央人民政府贸易部部长、对外贸易部部长，国务院财贸办公室副主任等职。1967年6月27日在北京逝世。 |
| 刘澜涛 |      | 1910－1997 | 陕西米脂人。1926年加入中国共产主义青年团，1928年转入中国共产党。曾任陕北特别委员会秘书长兼宣传部部长。1931年至1936年，被国民政府逮捕关押于草岚子胡同北平军人反省分院。出狱后任中共天津市委副书记。抗日战争时期，任陕甘宁边区党委宣传部部长，中共绥德特委书记，晋察冀北岳区党委书记，中共中央晋察冀分局副书记兼晋察冀军区副政委。第二次国共内战时期，任中共中央华北局第三书记兼华北军区副政委。中华人民共和国成立后，任中央人民政府华北事务部部长、华北行政委员会主席。1955年任中央监察委员会副书记。八届一中全会上当选中央书记处候补书记。1960年任中共中央西北局第一书记。1965年增选为全国政协副主席。文化大革命期间，因“六十一人叛徒集团案”受迫害。改革开放期间，任全国政协副主席兼秘书长等职。1997年12月31日病逝于北京。:444-445 |
| 刘宁一 |      | 1907－1994 | 河北满城人。早年在直隶省立第四师范学校学习，1925年加入中国共产党。历任中共满城县委书记、唐山煤矿林西区委书记、唐山市委书记兼组织部部长、北平市委组织部部长，曾三次被捕入狱。抗日战争期间，任上海工人运动委员会书记，中共江苏省委工运部部长、保卫部部长，任中共中央城市工作部秘书长。第二次国共内战期间，任中共中央职工运动委员会书记、中国解放区职工联合会筹备委员会主任。1948年任中华全国总工会副主席、党组副书记。中华人民共和国成立后，1957年任中央对外联络部副部长，1958年任全国总工会主席。1966年代理中央对外联络部部长，并在八届十一中全会上补选为中央书记处书记。文化大革命期间被迫害，此后担任全国政协副秘书长、中国国际信托投资公司党组书记等职。1994年2月15日在北京逝世。 |
| 薄一波 |      | 1908－2007 | 山西定襄人。1922年考入山西省立国民师范学校，1925年加入中国共产党。曾任中共天津市委兵委书记、北方局军委秘书长。1931年至1936年，被国民政府逮捕关押于草岚子胡同北平军人反省分院。出狱后任山西省工委书记。抗日战争期间，创建牺牲救国同盟会、山西青年抗敌决死队，并任太岳军区政委。第二次国共内战期间，任晋冀鲁豫军区副政委、华北人民政府第一副主席、华北军区政委。中华人民共和国成立后，任中央人民政府财政部部长。1956年任新成立的国家经济委员会主任，同年陆续担任中央政治局候补委员和国务院副总理。1962年与邓小平主持起草了“工业七十条”。文化大革命期间，因“六十一人叛徒集团案”受迫害。改革开放时期，任中共中央顾问委员会副主任，被认为是当时主政的中共八大元老之一。2007年1月15日病逝于北京。:16 |
| 胡乔木 |      | 1912－1992 | 江苏盐城人。早年参加学生运动，从清华大学、浙江大学肄业。1932年加入中国共产党。曾任共青团北平西郊区委书记、北平市委宣传部部长，中国社会科学家联盟书记，中国左翼文化界总同盟书记，中共江苏省临时工委委员。抗日战争时期到陕北，任中共中央青委委员，中国青年联合会办事处宣传部部长。1941年起任毛泽东秘书。中华人民共和国成立后，历任新华社社长，新闻总署署长，中共中央宣传部副部长，政务院文化教育委员会秘书长，中共中央副秘书长等职。1956年任中央书记处候补书记。文化大革命期间被迫害。1975年任国务院政治研究室负责人。改革开放时期，任中国社会科学院院长、中央政治局委员、中央书记处书记、中央顾问委员会常委等职，主持起草《关于建国以来党的若干历史问题的决议》。1992年9月28日在北京逝世。:16-17 |
| 杨秀峰 |      | 1897－1983 | 河北迁安人。早年毕业于北京高等师范学校，参加五四运动。1929年赴法国留学，1930年加入中国共产党。1932年入列宁学院学习。1934年回国后，在国内多所学校任教。抗日战争时期，任冀西抗日游击队司令员、冀南行政公署主任、晋冀鲁豫边区政府主席。第二次国共内战时期，任华北人民政府副主席。中华人民共和国成立后，任河北省人民政府主席。1952年任高等教育部部长。1958年任教育部部长。1965年任最高人民法院院长。改革开放时期，任全国政协副主席、全国人大法制委员会副主任、中国法学会名誉会长等职。1983年11月10日在北京逝世。:97-98 |
| 舒同   |      | 1905－1998 | 江西东乡人。1926年加入中国共产党。曾任红一军团政治部宣传部部长、师政治部主任，参加长征。抗日战争期间，任八路军总部秘书长、晋察冀军区政治部主任、中央军委总政治部秘书长兼宣传部长、山东分局秘书长。第二次国共内战期间，任华东军区政治部主任。中华人民共和国成立后，任中共中央华东局常委兼宣传部长。1954年任山东省委第一书记。1960年因山东在大跃进期间损失惨重被降为章丘县委书记。1963年任陕西省委书记处书记。文化大革命期间被迫害，平反后历任军事科学院副院长、中国书法家协会主席等职。1998年5月27日病逝于北京。 |
| 赖若愚 |      | 1910－1958 | 山西五台人。1927年考入国立北平大学，1929年加入中国共产党。历任北平军委书记、中共山西特委组织部长等职。抗日战争期间，任晋冀豫区委党校校长、晋中地委书记、太行区党委组织部长。第二次国共内战期间，历任太行区党委书记、太原市委书记、山西省委副书记等职。中华人民共和国成立后，任山西省委书记、山西省人民政府主席。1952年任中华全国总工会秘书长兼政策研究室主任。1953年当选为全国总工会主席。1958年5月20日病逝于北京。赖若愚病逝后不久，被定为犯了“严重的右倾机会主义和宗派主义的错误”。1979年恢复名誉。 |
| 张际春 |      | 1900－1968 | 湖南宜章人。1926年加入中国共产党，1928年参加湘南起义。曾任红五军团宣传部长、红五军宣传部长、红军大学政治部主任兼政治主任教员等，参加长征。抗日战争期间，任八路军后方政治部副主任、抗日军政大学政治部主任、校党务委员会书记、校政委，八路军野战政治部副主任。第二次国共内战期间，任晋冀鲁豫军区及野战军副政委兼政治部主任、第二野战军副政委兼政治部主任。中华人民共和国成立后，任西南军区副政治委员兼政治部主任。1954年任中宣部副部长。1959年任国务院文教办公室主任。文化大革命期间受到迫害，1968年9月12日病逝于北京。:1026-1027 |
| 程子华 |      | 1905－1991 | 山西运城人。1926年加入中国共产党，1927年毕业于黄埔军校武汉分校，参与广州起义。1929年发动大冶兵暴，后任红五军团十四师师长、二十二师师长及粤赣军区代参谋长。1934年，调任红二十五军军长，参与长征。抗日战争时期，任冀中军区政委、中共晋察冀分局代书记兼晋察冀军区代政委。第二次国共内战时期，任冀察热辽军区司令员、第四野战军第十三兵团司令员。中华人民共和国成立后，任中共山西省委书记。1950年任全国供销合作总社主任。1958年任商业部部长。1960年任国家建委副主任，次年任国家计委常务副主任。1964年后任中共中央西南局书记处书记兼西南三线建委常务副主任。文化大革命时期受迫害，此后担任中华人民共和国民政部部长及全国政协副主席。1991年3月30日病逝于北京。 |
| 陈郁   |      | 1901－1974 | 广东宝安人。1922年起开始从事工会工作，1925年加入中国共产党。1927年参加广州起义，后任中共广东省委组织部部长、中华全国海员总工会主席。1931年六届四中全会当选为中央政治局委员，同年到苏联列宁学院学习。1934年被下放到斯大林格勒拖拉机厂做工人，1939年被平反，次年回国。第二次国共内战期间，任中共辽西省委副书记、中共中央东北局生产委员会副主任、东北人民政府工业部部长。中华人民共和国成立后，任中央人民政府燃料工业部部长、煤炭工业部部长。1957年任广东省省长。1966年任中共中央中南局第三书记，1968年任广东省革命委员会副主任。1974年3月21日病逝于广州。:78-79 |
| 刘长胜 |      | 1903－1967 | 山东海阳人。1922年去苏联海参崴，1927年加入苏联共产党，后转为中国共产党党员。1933年赴莫斯科国际列宁学院学习。1936年5月携带共产国际密电码到达陕北，出任中华全国总工会西北执行局主任。1937年到上海，先后任中共江苏省委组织部长、省委副书记和上海工人运动委员会书记，中共中央华中局城市工作部部长。第二次国共内战期间，任中共上海市委书记、中共中央上海局副书记。中华人民共和国成立后，担任中共上海市委第三书记、上海市总工会主席、中共中央华东局工委书记、华东军政委员会劳动部部长。1953年任中华全国总工会副主席。文化大革命期间遭迫害，1967年1月20日病逝于北京。 |
| 伍修权 |      | 1908－1997 | 湖北阳新人。早年入莫斯科中山大学、莫斯科步兵学校学习，1931年加入中国共产党。回国后历任军委模范团政委、师政委、军分区政委、共产国际代表翻译、红三军团副参谋长，参加长征。抗日战争期间，任陕甘宁边区政府秘书长、八路军驻兰州办事处主任、军委一局局长。第二次国共内战期间，任东北民主联军第二参谋长、东北军区参谋长。中华人民共和国成立后，任外交部苏联东欧司司长。1950年曾赴联合国谴责美国侵略台湾，同年任外交部副部长。1954年任驻南斯拉夫大使，1958年任中央对外联络部副部长。文化大革命期间受迫害，此后担任解放军副总参谋长、中顾委常委等职。1997年11月9日病逝于北京。 |
| 萧克   |      | 1907－2008 | 湖南嘉禾人。早年加入國民革命軍，参与北伐战争。1927年加入中国共产党，同年参加南昌起义，历任师长、红八军军长、红六军团军团长、红二方面军副总指挥、红四方面军第三十一军军长等职，参加长征。抗日战争期间，任八路军120师副师长、晋察冀军区副司令员、代司令等职。第二次国共内战期间，担任晋察冀第二野战军司令员、冀热辽军区司令员，晋察冀野战军司令员、第四野战军兼华中军区第一参谋长。中华人民共和国成立後，任国防部副部长、训练总监部副部长。1955年被授予上将军衔。1957年任训练总监部部长，次年在反“教条主义”中被批判，改任农垦部副部长。文化大革命期间遭受迫害，此后担任中国人民解放军军政大学校长、中央顾问委员会常务委员等职。2008年10月24日病逝于北京。 |
| 钱瑛   |      | 1903－1973 | 女，湖北潜江人。1927年加入中国共产党，毕业于莫斯科东方大学。1931年回国后从事地下工作，1933年被捕。抗日战争爆发后获释，随后担任中共中央南方局驻川康特委代表、西南工作委员会书记等职。第二次国共内战期间，任中共中央南京局、上海局组织部长。中华人民共和国成立后，任中共中央中南局组织部长。1953年任中央纪委副书记，1954年任监察部部长，1955年任中央监察委员会副书记，1959年任内务部部长。文化大革命期间被迫害，1973年7月26日病逝于北京。 |
| 王从吾 |      | 1910－2001 | 河南内黄人。毕业于直隶省立第七师范学校，1927年加入中国共产党。第一次国共内战期间，任中共濮阳县委书记、直鲁豫特委组织部部长。抗日战争期间，任直南特委书记，八路军冀鲁豫第二支队政治部主任，豫北地委书记。第二次国共内战期间，任晋冀鲁豫中央局组织部部长，冀南区委书记，晋冀鲁豫军区第二纵队政委，中共中央华北局组织部部长。中华人民共和国成立后，任中共中央华北局第二副书记、中央纪律检查委员会第一副书记、中央组织部副部长。1955年任中央监察委员会副书记，1961年任中央党校校长。文化大革命期间受迫害。改革开放期间，继续担任中纪委书记。2001年9月13日病逝于北京。:726 |
| 邓华   |      | 1910－1980 | 湖南郴州人。1927年加入中国共产党，1928年参加湘南起义。第一次国共内战期间，历任红一方面军师政委等职，参加长征。抗日战争期间，任八路军第四纵队政委，晋察冀军区分区政委、司令员，旅政委等职。第二次国共内战期间，任东北野战军第七纵队司令员、第四野战军十五兵团司令员等职。中华人民共和国成立后，任中国人民志愿军副司令员、代司令员、司令员兼政治委员，参加朝鲜战争。1954年任解放军副总参谋长，1955年任沈阳军区司令员，同年被授予上将军衔。1959年因受彭德怀案株连被免去军职，次年贬任四川省副省长。文化大革命时期被迫害，此后担任军事科学院副院长。1980年7月3日病逝于上海。 |
| 马明方 |      | 1905－1974 | 陕西米脂人。1925年加入中国共产党。第一次国共内战期间，先后任中共陕北特委代理书记，中共陕北省委书记、省苏维埃政府主席。抗日战争时期，任陕甘宁边区政府民政厅厅长。1938年去苏联学习，1941年回国到新疆。1942年9月被盛世才秘密逮捕，1946年7月获释回到延安，任中共中央西北局副书记兼中共晋南工委书记。中华人民共和国成立后，任中共陕西省委书记、省人民政府主席。1954年任中共中央副秘书长、中共中央组织部副部长。1956年任中共中央财政贸易工作部部长，1960年任中共中央东北局第三书记。文化大革命期间被迫害，1974年8月12日病逝于北京。:523 |
| 张闻天 |      | 1900－1976 | 江苏南汇人。1925年加入中国共产党，在莫斯科中山大学学习，是“二十八个半布尔什维克”之一。1930年回国后，担任中央政治局委员、书记处书记，参与长征。遵义会议后，被推举为中央总书记。抗日战争期间，任中共中央宣传部部长、马列学院院长。随着毛泽东权势不断上升，张闻天的地位逐渐下降。七届一中全会上当选中央政治局委员。第二次国共内战时期，任中共合江省委书记、东北局宣传部部长、辽东省委书记。中华人民共和国成立后，任驻苏联大使、外交部第一副部长等职务。八届一中全会上当选中央政治局候补委员。1959年，因卷入庐山会议受到批判，淡出政界。文化大革命期间受迫害，1976年7月1日病逝于无锡。:1058-1059 |
| 谭震林 |      | 1902－1983 | 湖南攸县人。1926年加入中国共产党。曾任茶陵工农兵政府主席、中共湘赣边界特委书记、红十二军政治委员、福建军区司令员、中华苏维埃共和国国家政治保卫局分局长，红军长征后留守苏区开展游击战争。抗日战争时期，任新四军第三支队副司令员、第六师师长兼政治委员、新四军政治部主任、第二师政治委员。第二次国共内战时期，任华中野战军政治委员、华东野战军（后第三野战军）副政治委员。中华人民共和国成立后，任中共浙江省委书记、江苏省人民政府主席。1954年调任中央副秘书长兼书记处第二办公室主任，八届一中全会上当选中央书记处书记。1958年八届五中全会上当选中央政治局委员，1959年任国务院副总理，主管农业工作。文化大革命期间，因“二月逆流”案受迫害。1973年复出后，担任全国人大常委会副委员长，中央顾问委员会副主任等职。1983年9月30日病逝于北京。:682-683 |
| 刘亚楼 |      | 1910－1965 | 福建武平人。1929年加入中国共产党，同年参加中国工农红军。第一次国共内战时期，历任红一方面军支队政委、团政委、师政委、师长，参加长征。抗日战争时期，任抗日军政大学训练部部长、教育长。1939年赴苏联入伏龙芝军事学院学习。第二次国共内战时期，任东北民主联军、东北野战军、东北军区参谋长，第四野战军十四兵团司令员。中华人民共和国成立后，1949年至1965年任空军司令员，1955年被授予上将军衔。1956年任中央军委委员，1959年任国防部副部长兼国防部第五研究院院长、国防科委副主任。1965年5月7日病逝于上海。 |
| 李雪峰 |      | 1907－2003 | 山西永济人。1931年入山西大学学习，1933年加入中国共产党。历任山西省工委宣传部部长，北平市委书记、市委组织部部长、宣传部部长，直中特委书记。抗日战争时期，历任晋冀豫省委书记、太行分局委员兼组织部部长，太行区党委书记兼太行军区政委。第二次国共内战期间，任中共中央中原局常委、组织部部长、副书记，河南省委第一书记。中华人民共和国成立后，任中共中央中南局组织部部长、副书记，中南行政委员会副主席。1954年起任中共中央副秘书长兼中共中央中南地区工作部部长，中央书记处第三办公室主任，中央工业交通工作部部长。八届一中全会上当选中央书记处书记，后任中共中央工业工作部部长。1960年任中共中央华北局第一书记。1965年当选全国人大常委会副委员长。1966年任北京市委第一书记，同年补选为中央政治局候补委员。文化大革命期间，继续担任中央政治局候补委员，并曾任河北省革命委员会主任。1971年因中共九届二中全会上签发华北组二号简报而被批判，并于1973年开除党籍。1982年予以平反，此后担任中央顾问委员会委员。2003年3月15日病逝于北京。:486-487 |
| 陈少敏 |      | 1902－1977 | 女，山东寿光人。1928年加入中国共产党。曾历任中共天津市委秘书长、妇女部长，中共唐山市委宣传部长，冀鲁豫特委副书记，中共江西省委妇女部长，洛阳特委书记、中共河南省委组织部长等职。抗日战争和第二次国共内战时期，任新四军豫鄂独立游击支队政治委员、鄂豫边区党委书记，新四军五师副政委，中共中央中原局组织部部长。中华人民共和国成立后，曾任中华全国总工会副主席、党组副书记。文革期间因反对开除刘少奇的党籍而被迫害，1977年12月14日病逝于北京。:64-65 |
| 李葆华 |      | 1909－2005 | 河北乐亭人。中共建党元老李大钊之子。1927年到日本东京高等师范学校学习。1931年加入中国共产党，任中共东京特别支部书记。九一八事变后回国，曾历任中共河北省委京东特委书记、省委宣传部部长、中共北平市委书记。抗日战争时期，任中共晋察冀省委书记兼组织部部长、晋察冀分局组织部长。第二次国共内战期间，任中共北岳区党委书记兼北岳军区政委、华北军区第一纵队政委。中华人民共和国成立后，任水利部党组书记。1958年任水利电力部党组书记，1961年任中共中央华东局第三书记，1962年兼任中共安徽省委第一书记。文化大革命期间受迫害，后任中共贵州省委第二书记、中国人民银行行长。2005年2月19日病逝于北京。:307-308 |
| 许光达 |      | 1908－1969 | 湖南长沙人。1925年加入中国共产党，次年考入黄埔军校第五期。1927年参加南昌起义，后从事地下工作。1929年到洪湖苏区，历任红六军参谋长、师长，红三军团长。1932年赴苏联治伤，之后在列宁学院学习。1938年回国后，历任抗日军政大学教育长、中央军委参谋部部长、八路军120师旅长。第二次国共内战时期，任雁门军区司令员、西北野战军第三纵队司令员、第一野战军第二兵团司令员。中华人民共和国成立后，任装甲兵司令员。1955年被授予大将军衔，1956年任中央军委委员，1959年任国防部副部长。文化大革命期间受迫害，1969年6月3日逝世于北京。:40 |
| 王震   |      | 1908－1993 | 湖南浏阳人。工人出身，1927年加入中国共产党，1929年参加中国工农红军，先后担任红八军政委、湘赣军区代司令员、红六军团政委，参加长征。抗日战争期间，任八路军120师359旅旅长兼政委，组织南泥湾开垦和八路军南下支队作战。第二次国共内战期间，任中原军区副司令员、西北野战军第二纵队司令员兼政委、第一野战军第一兵团司令员兼政委。中华人民共和国成立后，出任中共中央新疆分局书记、新疆军区代司令员兼政委，铁道兵司令员兼政委、农垦部部长。1955年被授予上将军衔。改革开放期间，担任中共中央政治局委员、国务院副总理，中共中央党校校长、国家副主席等职务。被认为是当时主政的“中共八大元老”之一。1993年3月12日病逝于广州。:44 |
| 曾山   |      | 1899－1972 | 江西吉安人。1926年加入中国共产党，参加南昌起义和广州起义。1928年回家乡后，曾任赣西南苏维埃政府主席、江西省苏维埃政府主席、中华苏维埃政府内务部部长。红军主力长征后留守苏区，后到苏联学习。1937年回国后，任中共中央东南局副书记、中共中央华中局组织部部长。第二次国共内战时期，任中共中央华中分局组织部部长兼财经办事处主任，中共中央华东局委员、华东财经办事处主任，华东军政委员会副主席。中华人民共和国成立后，任政务院政务委员、中央人民政府纺织工作部部长。1952年任中华人民共和国商业部部长，1956年任中共中央交通工作部部长，1960年任中华人民共和国内务部部长。1972年4月16日病逝于北京。:995-996 |
| 林铁   |      | 1904－1989 | 四川万县人。1926年加入中国共产党，1928年赴法国留学，1932年到苏联先后入列宁学院和莫斯科东方大学学习。1935年回国后，任河北省委军事部长。抗日战争和第二次国共内战时期，任晋察冀分局组织部副部长兼党校代理校长，北岳区委组织部长，冀中区党委书记、军区政委。1949年起任河北省委（第一）书记，1955年兼任河北省长，1960年兼任中共中央华北局第三书记。文化大革命期间被迫害，1980年被平反。1989年9月17日病逝于北京。:75-76 |
| 郑位三 |      | 1902－1975 | 湖北红安人。1925年加入中国共产党，历任中共黄安县委书记、鄂豫皖省苏维埃政府内务部长和人民委员会代理委员长、红二十五军政治部主任、豫陕特委书记等职，参与长征。抗日战争时期，任新四军第二师政治委员、第五师政治委员。第二次国共内战期间，任中共中央中原局代理书记兼中原军区政治委员等职，1948年后因病长期休养。1975年7月27日病逝于北京。:1114-1115 |
| 徐海东 |      | 1900－1970 | 湖北大悟人。1925年加入中国共产党，1927年参加黄麻起义。第一次国共内战期间，历任红四方面军师长、红二十八军军长、红二十五军军长、红十五军团军团长，参加长征。抗日战争期间，任八路军115师344旅旅长、新四军第四支队司令员。1940年起因病长期休养。1955年被授予大将军衔。文化大革命期间受迫害，1970年3月25日病逝于郑州。:24 |
| 萧华   |      | 1916－1985 | 江西兴国人。1930年加入中国共产党和中国工农红军。第一次国共内战期间，历任少共国际师政委、红一军团组织部长、师政委，参加长征。抗日战争时期，历任八路军115师政治部副主任、343旅政委，鲁西军区司令员兼政委，山东军区政治部主任。第二次国共内战时期，任辽东军区司令员、南满军区副司令员兼副政委、第四野战军13兵团政委。中华人民共和国成立后，任空军政委、总政治部副主任。1955年任中央监察委员会副书记，同年被授予上将军衔。1956年任总干部部部长、中央军委委员。1959年任军委副秘书长，1964年任总政治部主任。文化大革命期间被迫害，此后担任军事科学院政委、兰州军区政委、全国政协副主席等职。1985年8月12日病逝于北京。 |
| 胡耀邦 |      | 1915－1989 | 湖南浏阳人。1933年加入中国共产党，历任红三军团团总支书记等职，参加长征。抗日战争期间，任军委总政治部组织部部长、军委直属机关政治部主任等职。第二次国共内战期间，任冀热辽军区政治部主任、晋察冀军区第三纵队政委、华北第一兵团政治部主任。中华人民共和国成立后，任川北区党委书记、行署主任。1952年任新民主主义青年团中央书记处书记，1957年任共青团中央第一书记。1964年任中共中央西北局第三书记、陕西省委代理第一书记。文化大革命期间被迫害。改革开放时期，历任中共中央组织部部长、中共中央宣传部部长。1981年任中共中央主席，1982年任中共中央总书记，1987年因反对资产阶级自由化不力而辞职。1989年4月15日病逝于北京。 |
| 赵尔陆 |      | 1905－1967 | 山西原平人。1927年参加南昌起义，同年加入中国共产党。第一次国共内战期间，历任红一军团供给部部长等，参加长征。抗日战争期间，任八路军总供给部副部长、晋察冀军区二分区司令员兼政委、冀晋军区司令员。第二次国共内战期间，任晋察冀军区参谋长、华北军区参谋长兼后勤司令部司令员、第四野战军第二参谋长。中华人民共和国成立后，1952年任第二机械工业部部长，1958年任第一机械工业部部长，1960年任国家经济委员会副主任，1961年任国务院国防工业办公室常务副主任。1967年2月2日病逝于北京。 |
| 欧阳钦 |      | 1900－1978 | 湖南宁乡人。1919年赴法国勤工俭学，1924年加入中国共产党，1925年到苏联学习，回国后参加北伐战争。第一次国共内战期间，历任中央军委秘书长、中共中央长江局军委秘书长、中共苏区中央局秘书长、红一方面军政治部组织部部长、中共中央局秘书长等职务，参加长征。抗日战争期间，历任陕西省委书记、中共中央西北局秘书长等职。第二次国共内战期间，历任中共冀察热辽分局秘书长、旅大市委书记等职。中华人民共和国成立后，任旅大市委书记兼市长。1954年任黑龙江省委第一书记，1956年至1958年兼任黑龙江省长，1960年兼任中共中央东北局第二书记。文化大革命期间受迫害，此后担任全国政协副主席。1978年5月15日病逝于北京。:250-252 |
| 习仲勋 |      | 1913－2002 | 陕西富平人。1926年加入中国社会主义青年团，1928年转入中国共产党。1932年发动两当兵变，其后历任陕甘边区苏维埃政府主席、关中特委书记。抗日战争时期，任关中分委书记、关中军分区兼警备第一旅政委、中共西北中央局党校校长、绥德地委书记。第二次国共内战时期，任中共中央西北局书记、陕甘宁晋绥联防军政委、西北军区政委。中华人民共和国成立后，历任第一野战军政委、中共中央西北局第二书记、中共中央宣传部部长，国务院副总理兼秘书长。1962年，因“反党小说《刘志丹》案”被解职受迫害。改革开放期间，任中共广东省委第一书记，中央政治局委员、中央书记处书记、全国人大常委会副委员长等职。2002年5月24日病逝于北京。 |
| 刘格平 |      | 1904－1992 | 回族，河北孟村人。1926年加入中国共产党，曾任中共津南特委书记、中共天津市临时工作委员会书记等职。第二次国共内战期间，任中共中央华东局民运部副部长、渤海区党委副书记等职。中华人民共和国成立后，任中央统战部副部长、中央民委党组书记，1954年兼任中央民族学院院长。1958年任宁夏回族自治区主席。1960年被定性为“地方民族分裂主义者”调离宁夏。文化大革命期间任山西省革命委员会主任，此后担任全国政协委员等职。1992年3月11日病逝于北京。:311-312 |
| 谢富治 |      | 1909－1972 | 湖北红安人。1930年参加中国工农红军，次年加入中国共产党。第一次国共内战期间，历任红四方面军师政治部主任、方面军总政治部组织部部长、军政治部主任等职，参加长征。抗日战争时期，任八路军129师团政治委员，第385旅政治委员，太岳军区副司令员。第二次国共内战时期，任晋冀鲁豫军区第四纵队政治委员、陈谢兵团政治委员，第二野战军第三兵团政治委员。中华人民共和国成立后，任中共川东区委书记，云南省委第一书记。1955年任昆明军区司令员兼政治委员，同年被授予上将军衔。1959年任公安部部长，1965年任国务院副总理。1966年八届十一中全会上补选为中央政治局候补委员、中央书记处书记。文化大革命时期，谢富治兼任中央政治局委员、中共北京市委第一书记等职。1972年3月26日病逝于北京。1980年10月16日中共中央决定开除谢富治的党籍。 |
| 安子文 |      | 1909－1980 | 陕西子洲人。1927年加入中国共产党，曾任中共河北省委秘书长等职。抗日战争期间，历任晋冀豫区委委员兼统战部部长、太岳区委书记等职。第二次国共内战期间，历任中央党校教育长、中央组织部副部长兼干部处处长。中华人民共和国成立后，任中央组织部常务副部长、中央人民政府人事部部长。1956年至1966年任中央组织部部长。文化大革命期间，因“六十一人叛徒集团案”受迫害。改革开放期间，任中央党校副校长等职。1980年6月25日病逝于北京。:115-116 |
| 贾拓夫 |      | 1912－1967 | 陕西神木人。1928年加入中国共产党，历任共青团西安市委书记、陕西省委常委等职。1934年到中央苏区汇报工作，随后参加长征，后担任关中特委和三边特委的书记。抗日战争期间，任陕西省委书记、中共中央西北局秘书长。第二次国共内战期间，历任西北财政经济委员会副主任、西安市市长等职。中华人民共和国成立后，1952年任中央财经委员会副主任，1953年任国家计划委员会副主任，1954年任国务院第四办公室主任、轻工业部部长。1956年任国家经济委员会副主任，1958年任国家计划委员会副主任。1959年被划定为“右倾机会主义分子”调离领导岗位。文化大革命期间被迫害，1967年5月7日逝世于北京。:723-725 |
| 李立三 |      | 1899－1967 | 湖南醴陵人。1919年赴法国勤工俭学，1921年12月于上海加入中国共产党，之后于湖南和上海从事工人运动工作。1927年参与组织南昌起义，中共六大会后实际主持中央工作。1930年发起成立中国左翼作家联盟，同年推行“立三路线”，并因此离开领导岗位而前往苏联，在大清洗期间遭到迫害。1946年回国后历任东北局敌工部长等职务，中华人民共和国成立后历任中央人民政府委员、劳动部长、中华全国总工会党组书记等职。1955年起任中央书记处第三办公室副主任、中共中央工业交通工作部副部长。1960年任中共中央华北局书记处书记。文革中受到冲击，1967年6月22日吞服安眠药自杀。1980年3月恢复名誉。:346-347 |
| 黄敬   |      | 1912－1958 | 浙江绍兴人。1932年加入中国共产党，1935年考入北京大学，领导了一二·九运动。抗日战争期间，历任中共冀中区委书记、中共中央平原分局书记。第二次国共内战期间，担任晋察冀边区财经办事处主任、华北人民政府公营企业部部长等。中华人民共和国成立后，任中共天津市委书记兼天津市市长。1952年任第一机械工业部部长，1957年任国家技术委员会主任。1958年2月10日病逝于广州。:45-46 |
| 李井泉 |      | 1909－1989 | 江西临川人，1927年参加南昌起义，1930年加入中国共产党，并进入中央苏区。第一次国共内战期间，历任红一方面军师政委、红二方面军师政委等职，参加长征。抗日战争时期，任八路军120师358旅政委、大青山骑兵支队司令员兼政治委员等职。第二次国共内战期间，任晋绥野战军政治委员、中共中央晋绥分局书记、华北军区第三兵团政治委员等职。中华人民共和国成立后，先后担任川西区党委第一书记、行署主任，四川省人民政府主席，四川省委第一书记。1958年八届五中全会上补选为中央政治局委员，1960年任中共中央西南局第一书记。文化大革命期间被迫害，此后担任全国人大常委会副委员长。1989年4月24日病逝于北京。 |
| 吴芝圃 |      | 1906－1967 | 河南杞县人。1925年加入中国共产党，1926年参加广州农民运动讲习所学习，历任杞县县委书记、开封市委组织部部长、考城县委书记。抗日战争期间，历任豫西特委书记、豫皖苏边区党委书记、新四军第四师政治部主任等职。第二次国共内战期间，历任豫皖苏军区政委、中共中央豫皖苏分局副书记、河南省人民政府主席等职。中华人民共和国成立后，任河南省省长。1958年至1961年任河南省委第一书记。1961年因信阳事件被降为省委第二书记，1962年调离河南任中共中央中南局书记处书记。文化大革命期间被迫害，1967年10月19日病逝于广州。 |
| 吕正操 |      | 1905－2009 | 辽宁海城人。1922年参加东北军，1923年入东北陆军讲武堂第五期学习。毕业后任张学良副官，后任东北军第五十三军连长、营长、少校副官队长，第一一六师参谋处长，六四七团、六九一团团长，参加西安事变。1937年5月加入中国共产党，10月14日在河北晋县小樵镇脱离东北军。抗日战争期间，历任冀中人民自卫军司令员，八路军第三纵队司令员，冀中军区司令员兼冀中行政公署主任，晋绥军区司令员。第二次国共内战期间，任东北民主联军副总司令兼西满军区司令员、东北人民政府铁道部部长、军委铁道兵团副司令员。中华人民共和国成立后，任中央人民政府铁道部副部长、代部长，中央军委军事运输司令员，总参谋部军事交通部部长。1955年被授予上将军衔。1965年任铁道部部长。文化大革命中受迫害，后出任全国政协副主席。2009年10月13日在北京逝世。:62 |
| 王树声 |      | 1905－1974 | 湖北麻城人。1925年加入中国共产党，1927年参加黄麻起义。第一次国共内战期间，历任红四军第十一师师长、红二十五军军长、红四方面军副总指挥兼红三十一军军长等职，参加长征。抗日战争时期，担任八路军晋冀豫军区、太行军区副司令员，河南军区司令员等。第二次国共内战时期，任中原军区副司令员、鄂豫军区司令员、湖北军区副司令员等。中华人民共和国成立后，历任湖北军区司令员、中南军区副司令员。1954年任国防部副部长，1955年任总军械部部长，同年被授予大将军衔。1956年被增补为中央军委委员，1959年任军事科学院副院长，1972年改任第二政委。1974年1月7日病逝于北京。:38 |
| 陶铸   |      | 1908－1969 | 湖南祁阳人。1926年考入黄埔军校第五期，同年加入中国共产党。1927年参加南昌起义和广州起义，后先后担任中共福建省委秘书长、书记，省委组织部部长等职。1933年被捕入狱，抗日战争爆发后获释，其后担任新四军鄂豫挺进支队政委、中央军委秘书长、总政治部秘书长兼宣传部长等职。第二次国共内战期间，历任辽西省委书记、东北民主联军第七纵队政委、沈阳市委书记、第四野战军政治部副主任等职。中华人民共和国成立后，任中南军区政治部主任、广西省委代理书记、中共中央华南分局书记兼广东省人民政府代主席。1955年起任中共广东省委书记、第一书记，中共中央中南局第一书记。1965年任国务院副总理。1966年任中央书记处常务书记、中央宣传部部长，八届十一中全会上增选为中央政治局常委。1967年1月被打倒，1969年11月30日病逝于合肥。:598-599 |
| 曾希圣 |      | 1904－1968 | 湖南资兴人。1926年考入黄埔军校第四期，1927年加入中国共产党，历任中共中央长江局军委秘书长、红军总司令部侦察科长、红一方面军二局局长等职，参加长征。抗日战争期间，历任新四军第七师政委、皖江区党委书记等职。第二次国共内战期间，历任晋冀鲁豫野战军副参谋长、豫西军区司令员、皖北区党委书记。中华人民共和国成立后，1952年起任安徽省委书记、第一书记，1960年兼任中共中央华东局第二书记、山东省委第一书记。1962年被免去安徽省的职务，1965年调任中共中央西南局书记处书记。文化大革命期间被迫害，1968年7月15日病逝于北京。:427-428 |
| 陈绍禹 |      | 1904－1974 | 安徽金寨人。1925年加入中国共产党，后前往莫斯科中山大学学习，是“二十八个半布尔什维克”之首。1929年回国。1930年以反对“立三路线”“调和主义”为名，反对中共六届三中全会以后的中央，提出左倾政治纲领。在1931年1月的中共六届四中全会上夺取了中央领导权，出任中共中央代总书记，实际成为中共中央主要负责人。1931年11月，到莫斯科担任中共驻共产国际代表，继续遥控中共，给中共造成巨大损失。1937年回国，任中共中央书记处书记、中共中央长江局书记、中共中央统战部部长。延安整风后，王明为首的国际派在党内失势。第二次国共内战期间，曾任中央政治研究室主任、中央法制委员会主任。中华人民共和国成立后，曾任政务院政法委员会主任。1956年去苏联就医，后留居苏联。1974年3月27日病逝于莫斯科。:759-761 |

## 递补委员
| 姓名                         | 肖像                      | 生卒时间                  | 生平 |
| 1958年5月八届五中全会递补    | 1958年5月八届五中全会递补 | 1958年5月八届五中全会递补 | 1958年5月八届五中全会递补 |
| ---------------------------- | ------------------------- | ------------------------- | --- |
| 杨献珍                       |                           | 1896－1992                | 湖北郧县人。1916年考入国立武昌商业专门学校，1926年加入中国共产党，先后在上海、开封、北平从事中共地下工作，曾两次被捕。1936年获释后到山西工作，曾任山西第五行政专员公署秘书主任、中共中央北方局秘书长、北方局党校党委书记等职。1944年起，先后任中共中央党校教务处第一副处长、中共晋察冀中央局党校副校长、中共中央马列学院教育长。中华人民共和国成立后，任中央马列学院副院长。1955年任中央马列学院院长、中央高级党校校长。后由于批评大跃进而受到公开批判，1961年任中央高级党校副校长。1964年又因提出“合二为一”的哲学观点再次受到批判，调任中国科学院哲学研究所副所长。文化大革命中因“六十一人叛徒集团案”受迫害。1980年恢复名誉。1992年8月25日病逝于北京。:258-259                                                                                         |
| 王恩茂                       |                           | 1913－2001                | 江西永新人。1928年参加革命，1930年加入中国共产党。第一次国共内战期间，历任任弼时秘书、红六军团政治部秘书长、中共川滇黔省委秘书长等职，参加长征。抗日战争时期，任八路军120师359旅政治部副主任、副政治委员，八路军南下支队副政治委员，湘鄂赣军区副政治委员。第二次国共内战期间，历任359旅政治委员、吕梁军区政治部主任，晋绥野战军第二纵队政治部主任、副政治委员，第一野战军第二军政治委员。中华人民共和国成立后，任南疆军区政治委员。1952年任中共中央新疆分局第一书记，1954年任新疆军区司令员兼政治委员，1955年起任新疆维吾尔自治区党委第一书记，同年被授予中将军衔。文化大革命期间被迫害，此后担任南京军区副政委、吉林省委第一书记。1981年再次担任新疆党委第一书记，此后担任全国政协副主席。2001年4月12日病逝于北京。:749-750                            |
| 1966年8月八届十一中全会递补  |                           |                           | |
| 杨得志                       |                           | 1911－1994                | 湖南醴陵人。1928年参加湘南起义，同年加入中国共产党。第一次国共内战期间，历任红一方面军第一师一团团长、副师长，红二师师长，参加长征。抗日战争时期，历任八路军115师685团团长、344旅代旅长、冀鲁豫军区司令员等职。第二次国共内战时期，任晋冀鲁豫军区第一纵队司令员、晋察冀野战军司令员、华北军区第二兵团司令员、第19兵团司令员。中华人民共和国成立后，任中国人民志愿军副司令员、司令员。1955年任济南军区司令员，同年被授予上将军衔。1973年任武汉军区司令员，1978年任昆明军区司令员。1980年任中国人民解放军总参谋长，后任中央政治局委员、中央书记处书记。1994年10月25日病逝于北京。:868-870 |
| 韦国清                       |                           | 1913－1989                | 壮族，广西东兰人。1929年参加百色起义，1931年加入中国共产党。第一次国共内战期间，历任红一方面军干部团特科营营长、教导师特科团团长等职，参加长征。抗日战争时期，任八路军陇海南进支队政治委员、新四军第三师第九旅旅长、第四师副师长。第二次国共内战时期，任华东野战军第二纵队司令员兼政治委员、苏北兵团司令员、第三野战军第十兵团政委。中华人民共和国成立后，任驻越南民主共和国军事顾问团团长，公安军副司令员。1955年任广西省委第一书记、省长，同年被授予上将军衔。1958年任广西壮族自治区政府主席，1961年任广西自治区党委第一书记。1976年任广东省委第一书记，次年任解放军总政治部主任。1989年6月14日病逝于北京。:609-610 |
| 罗贵波                       |                           | 1907－1995                | 江西南康人。1927年加入中国共产党。第一次国共内战期间，历任红三十五军军长，师政委，教导师政治部主任，参加长征。抗日战争期间，任八路军120师政治部民运部部长、358旅政委、晋绥军区分区司令员。第二次国共内战期间，任吕梁区党委书记、军区政委，晋中区党委书记、军区司令员兼政委，太原警备司令员。中华人民共和国成立后，任中央人民革命军事委员会办公厅主任。1950年赴越南，先后任中共中央联络代表、中国驻越南民主共和国顾问团团长、首任大使。1958年任外交部副部长、党委副书记。1978年任山西省委第二书记、省长。1995年11月2日病逝于北京。:186-187 |
| 张经武                       |                           | 1906－1971                | 湖南酃县人。1925年毕业于湖南省立第三师范。1930年加入中国共产党，1932年进入中央苏区，历任师长，军委五局副局长，红五军团参谋长、红九军团参谋长，参加长征。抗日战争期间，任八路军山东纵队指挥、陕甘宁晋绥联防军参谋长。第二次国共内战期间，历任晋绥军区参谋长、西北军区参谋长。中华人民共和国成立后，任第二野战军暨西南军区副参谋长，中央军委人民武装部部长兼军委办公厅主任。1952年任中央人民政府驻西藏代表、中共西藏工作委员会书记。1955年任中华人民共和国主席办公厅主任，仍兼中共西藏工委书记，同年被授予中将军衔。1960年后任西藏军区第一政委，中共中央西南局书记处书记，中共西藏工委第一书记。1965年任中共中央统战部副部长。文化大革命期间被迫害，1971年10月27日逝世于北京。:700-701                                                                    |
| 谢觉哉                       |                           | 1884－1971                | 湖南宁乡人。1905年中秀才，后任私塾教师。1913年从湖南商业教员讲习所毕业后，参加了五四运动。1921年加入新民学会，1923年加入中国国民党，1925年加入中国共产党，曾任国民党湖南省党部工人部部长。第一次国共内战期间，历任中共湘鄂西中央分局文化部副部长、中共湘鄂西省委秘书长，中华苏维埃共和国临时中央政府秘书长兼内务部长，参加长征。抗日战争期间，历任八路军驻兰州办事处代表、中共中央党校副校长，中共陕甘宁边区中央局副书记，是“延安五老”之一。第二次国共内战期间，任中共中央法律委员会委员。中华人民共和国成立后，任中央人民政府政务院政务委员、内务部部长。1959年任最高人民法院院长。1964年任全国政协副主席。1971年6月15日病逝于北京。:557-558 |
| 叶飞                         |                           | 1914－1999                | 福建南安人，生于菲律宾。1918年回到中国，1928年加入共青团，从事秘密工作，1932年加入中国共产党。1933年被派到闽东苏区，任中共闽东特委书记、闽东军政委员会主席兼红军闽东独立师政治委员、独立师师长，领导游击战争。抗日战争期间，任新四军第三支队六团团长，第一师第一旅旅长兼政治委员，苏中军区司令员、苏浙军区副司令员。第二次国共内战时期，任华东野战军第一纵队司令员兼政治委员、第三野战军十兵团司令员。中华人民共和国成立后，任福建军区司令员。1954年任中共福建省委第一书记、福建省省长。1955年任南京军区副司令员兼福建省军区司令员，同年被授予上将军衔。1956年兼任福州军区司令员，1957年改任第一政治委员，指挥金门炮战。文化大革命期间被迫害，此后担任交通部部长，海军司令员、全国人民代表大会常务委员会副委员长等职。1999年4月18日病逝于北京。:456-457 |
| 1968年10月八届十二中全会增补 |                           |                           | |
| 黄永胜                       |                           | 1910－1983                | 湖北咸宁人。1927年参加秋收起义，同年加入中国共产党。第一次国共内战期间，历任红一方面军师长等职，参与长征。抗日战争时期，任八路军晋察冀军区第三军分区司令员，教导第二旅旅长等职。第二次国共内战时期，任冀察热辽军区副司令员，东北民主联军第八纵队司令员，东北野战军第六纵队司令员，第十四、第十三兵团副司令员。中华人民共和国成立后，任第十五兵团司令员兼广东军区副司令员、中南军区参谋长、中国人民志愿军第十九兵团司令员、中南军区副司令员兼参谋长。1955年任广州军区司令员，同年被授予上将军衔。1968年任中国人民解放军总参谋长。九一三事件后被隔离审查，1973年被开除党籍。1981年作为林彪反革命集团的主要成员被判处有期徒刑18年。1983年4月26日病逝于青岛。:848-849                                                                                       |
| 许世友                       |                           | 1905－1985                | 河南新县人。早年曾出家少林寺，后在北洋军阀吴佩孚部当兵。1927年参加黄麻起义，同年加入中国共产党。第一次国共内战期间，历任红四方面军红九军副军长兼二十五师师长、红四军军长等职，参加长征。抗日战争期间，任八路军129师386旅副旅长，山东纵队第三旅旅长，山东纵队参谋长，胶东军区司令员。第二次国共内战时期，任华东野战军第九纵队司令员、山东兵团司令员。中华人民共和国成立后，历任山东军区司令员、中国人民解放军副总参谋长。1955年任南京军区司令员，同年被授予上将军衔。1959年兼任国防部副部长。1969年任中央政治局委员。1973年调任广州军区司令员，1980年任中央军委常委。1982年任中顾委副主任，1985年10月22日病逝于南京。:843-844 |
| 陈锡联                       |                           | 1915－1999                | 湖北红安人。1929年参加中国工农红军，1930年加入中国共产党。曾任红四军第十师师长、第十一师政治委员，参加长征。抗日战争时期，任八路军第129师385旅769团团长、385旅旅长、太行军区第三军分区司令员。第二次国共内战期间，历任晋冀鲁豫野战军第三纵队司令员、第二野战军第三兵团司令员。中华人民共和国成立后，任中共重庆市委第一书记，1950年任炮兵司令员。1955年被授予上将军衔。1959年任沈阳军区司令员。文化大革命期间任辽宁省革命委员会主任。1969年任中央政治局委员。1973年调任北京军区司令员，1975年任国务院副总理，1980年被免去领导职务。1999年6月10日病逝于北京。:795-797 |
| 张达志                       |                           | 1911－1992                | 陕西佳县人。1929年加入中国共产党，1934年参加中国工农红军。历任红二十七军师政委，红十五军团师政委、军团政治部民运部部长。抗日战争时期，任八路军警备6团政治委员，第120师大青山骑兵支队政治部主任，塞北军分区副政治委员，绥蒙军区副司令员兼副政治委员。第二次国共内战时期，任绥德军分区司令员、陕甘宁晋绥联防军警备二旅旅长，陕北军区司令员，第一野战军第四军军长。中华人民共和国成立后，任西北军政委员会公安部部长。1955年任兰州军区司令员，同年被授予中将军衔。1969年任炮兵司令员。1992年1月15日病逝于北京。:838-839 |
| 韩先楚                       |                           | 1913－1986                | 湖北红安人。1927年参加黄麻起义，1930年加入中国共产党。历任红二十五军营长，红十五军团团长、师长，参加长征。抗日战争期间，担任八路军115师688团副团长、689团团长、新三旅旅长。第二次国共内战时期，任东北野战军第三纵队司令员、第四野战军第40军军长。中华人民共和国成立后，曾担任中国人民志愿军副司令员、中国人民解放军副总参谋长。1955年被授予上将军衔。1957年任福州军区司令员，1973年任兰州军区司令员。1980年任中共中央军委常委，1983年当选全国人大常委会副委员长。1986年10月3日病逝于北京。 |
| 潘复生                       |                           | 1908－1980                | 山东文登人。1931年加入中国共产党，曾任济南市学生自治联合会负责人。抗日战争时期，历任中共文登中心县委书记、中共中央山东分局秘书长、苏鲁豫区党委书记、湖西地委书记兼军分区政委。第二次国共内战期间，历任冀鲁豫区党委书记、军区政委，平原省委书记。中华人民共和国成立后，任中共河南省委书记。1958年因反对浮夸风被免职，1962年平反后任中华全国供销合作总社主任。1966年任黑龙江省委第一书记，1971年被免职。1980年4月29日病逝于哈尔滨。 |
| 刘建勋                       |                           | 1913－1983                | 河北沧县人。1931年加入中国共产党，从事秘密工作。抗日战争期间，历任中共晋中特委副书记，榆社、武乡县委书记，太行第三地委地委副书记，太行区党委组织部副部长等职。第二次国共内战期间，任太行第三地委书记，中共晋冀鲁豫中央局组织部干部科科长，江汉区党委书记兼军区政委。中华人民共和国成立后，任湖北省委副书记、第二书记，中共中央中南局秘书长。1955年任中央农村工作部副部长。1957年任广西省委、壮族自治区党委第一书记。1961年任河南省委第一书记，1966年任中共中央华北局书记处书记。1967年再回河南，1968年任河南省革命委员会主任。1983年4月23日病逝于北京。:481-482 |
| 刘子厚                       |                           | 1909－2001                | 河北任县人。1929年加入中国共产党。曾任中共任县县委书记，滏西特委书记，华北人民抗日救国军第一师师长。抗日战争期间，任中共豫南特委统战部部长、新四军信应游击总队政委、鄂豫边区行政公署副主任。参第二次国共内战时期， 历任鄂西北行政公署副主任，鄂西北区第四地委书记，鄂豫区党委副书记兼鄂豫行政公署主任，中共湖北省委组织部长。中华人民共和国成立后，历任湖北省委第二书记、湖北省省长。1956年任三门峡工程局局长，1958年任河北省委第二书记兼河北省省长。1966年任河北省委第一书记，1968年任河北省革命委员会副主任。1971年任省革命委员会主任，1979年任国家计划委员会副主任。2001年12月22日病逝于北京。 |
| 吴德                         |                           | 1913－1995                | 河北丰润人。1933年加入中国共产党，曾任中共北平市委副书记。抗日战争时期，任中共河北省委组织部部长，冀热察区党委组织部部长兼冀东分委书记等职。第二次国共内战时期，任中共中央冀热辽分局组织部部长，晋察冀边区政府交通局局长兼平绥铁路局局长，中共晋察冀中央局秘书长，冀东区党委书记，冀东军区政治委员兼唐山市委书记。中华人民共和国成立后，任燃料工业部副部长。1950年任平原省委书记，1952年任中共天津市委副书记、市长。1955年，任吉林省委第一书记。1966年任中共北京市委第二书记、代市长。1972年任北京市革委会主任、北京市委第一书记。1973年任中央政治局委员，1975年任全国人大常委会副委员长，1980年被免去领导职务。1995年11月29日病逝于北京。:219-221 |
| 李大章                       |                           | 1900－1976                | 1920年赴法国勤工俭学，1922年加入旅欧中国少年共产党，1924年转入中国共产党。1927年回国后，历任青岛市委书记、河北省委宣传部部长。抗日战争期间，任中共中央北方局宣传部部长。第二次国共内战期间，历任中共牡丹江省委书记，中共中央东北局民运部副部长、城工部副部长、宣传部副部长。中华人民共和国成立后，任川南区党委书记、行署主任，四川省委第二书记。1955年任四川省省长，1964年曾代理贵州省委第一书记。1968年任四川省革委会副主任。1975年任中共中央统战部部长。1976年5月3日病逝于北京。 |